# Gazon (toponyme)
| Toponymes très usités du Massif Vosgien |                   |
| Langue romane                           | Langue germanique |
| Gazon                                   | Wasen             |
| Variantes :                             | Variantes:        |
| Wason, Waso                             | Waasen, Waesel    |

Gazon est un terme de géographie et de toponymie locale spécifique au massif des Vosges en Lorraine et en Alsace. Il désigne dans ce massif une pelouse ou un pré en altitude, le plus souvent sur les Hautes-Chaumes. Son équivalent alsacien, Wasen, est répandu dans tout le sud de l’Allemagne, particulièrement dans le massif jumeau des Vosges, à savoir la Forêt-Noire.

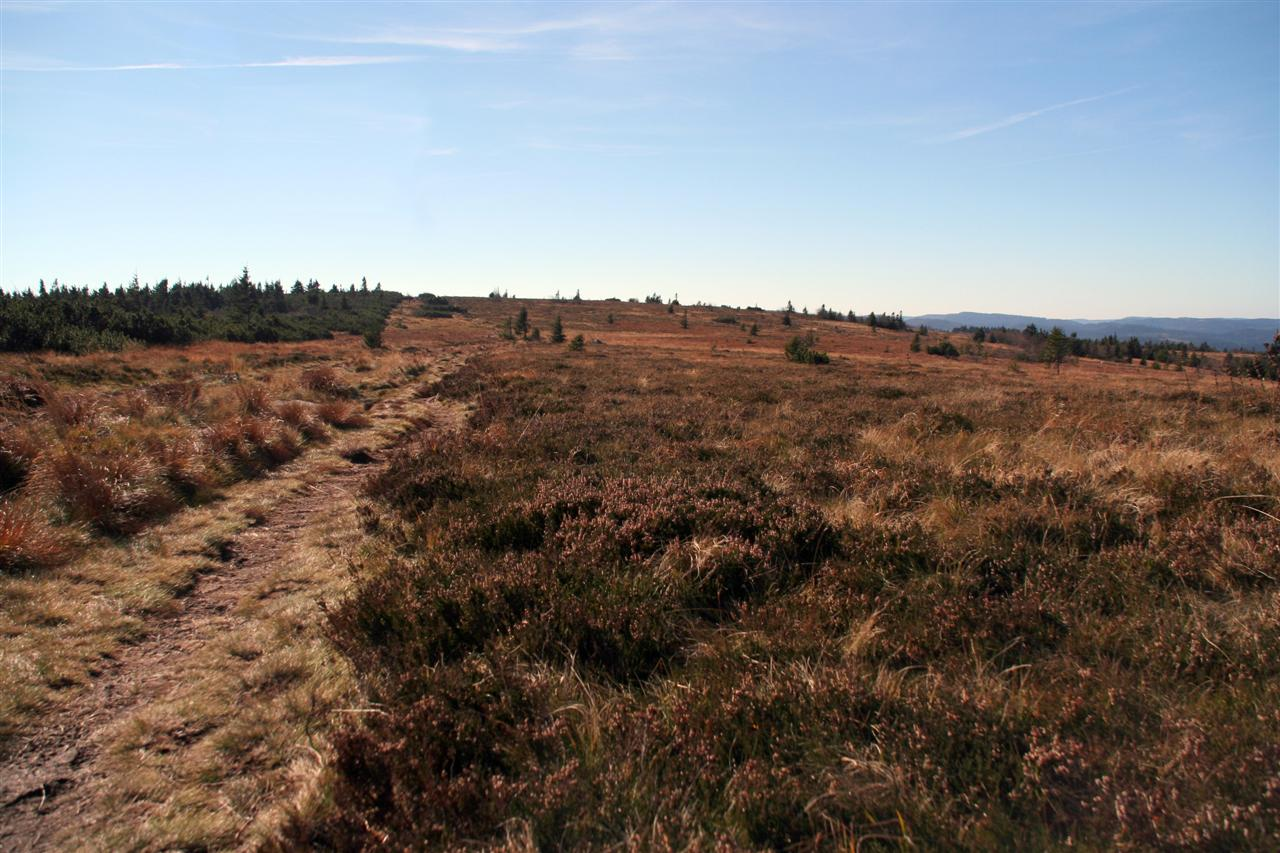
Le Gazon du Faing, 1248-1306m, Réserve Naturelle du Tanet-Gazon du Faing

## Étymologie, forme patoise et sens régionaux

### Vieux français
Le terme gazon au sens vosgien n’est pas attesté dans le dictionnaire du français médiéval de Godefroy. On note la présence de dérivés : gazonneur et gazonner « revêtir de gazon ». En revanche, dans les compléments il s'y trouve avec la signification que l’on connaît d’aujourd’hui : Wason, gazon, wasson « herbe fine qui forme un tapis de verdure sur le sol ».
Les sens du mot gazon en français médiéval sont « herbe, fourrage ; motte de terre revêtue d'herbe ; le monde, la vie terrestre ». 
L’étymologie indiquée par le Centre national de ressources textuelles et lexicales fait provenir le mot gazon du vieux bas francique *waso, : « Le mot a été introduit dans la Galloromania comme terme juridique de l'investiture. Les Francs avaient l'habitude d'offrir une paire de gants et un morceau de gazon découpé en symbole de la remise d'une terre ».
En revanche, cette racine germanique est absente de l'occitan provençal, languedocien, vivaro-alpin et gascon, peu marqués par l'influence germanique (notamment francique), tout comme le sont l'italien standard, l'espagnol castillan, le catalan et le portugais standard qui ne connaissent pas non plus ce mot.

### Forme vosgienne et frontière linguistique
En vosgien, on dit waso ou wason avec le maintien du [w] initial des mots d'origine germanique (parfois passé à [v] plus tardivement dans d'autres dialectes d'oïl) et qui est caractéristique de tous les dialectes d'oïl septentrionaux et orientaux. La mutation consonantique de la semi-voyelle francique [w] entre le bas-latin et le roman a d'abord conduit à un [gw] en français central, puis à [g] ; cela explique le [g] initial de Gazon en français par rapport au [w] initial de Wasen en allemand (*waso en francique). En revanche, le vosgien qui partage des affinités phonétiques à la fois avec le bas lorrain et le bourguignon conserve le [w] initial du germanique, c'est pourquoi gazon se dit wason en vosgien, de même que Guillaume est  Willaume, garder s'énonce wardè, etc.
Par contre, son emploi extensif dans la toponymie vosgienne est à mettre en rapport avec la frontière linguistique roman / germanique qui traverse la région. 
En effet, en observant les appellatifs bilingues du massif vosgien, il est assez aisé de savoir si l'on se trouve du côté lorrain ou du côté alsacien.  C’est le cas pour la paire synonymique Gazon / Wasen, exactement comme pour les paires Rupt/ -Bach ou -Runz, Banbois / Bannwald ou Rain / Rain.

### Forme patoise et signification en allemand
Étant d’origine germanique, ce terme est aussi présent en néerlandais (wase) et en allemand standard (Rasen et Wasen). En vieux haut-allemand (VIIIe siècle),, sur le plan sémantique, le mot désigne en général (dans la plupart des pays de langues germaniques) : une région humide, un pré humide ou un terrain tourbeux, ou encore la boue. Un pré humide se dit faing en patois vosgien, autre appellatif toponymique très répandu dans le massif. Il y a donc une nuance avec le gazon proprement dit. En allemand médiéval, aussi bien dans les glossaires que dans la littérature courtoise,, il prend aussi les sens suivants : 
- gazon, pelouse ;
- pré ;
- pièce de gazon découpée ;
- pièce de tourbe découpée.

Le terme Wasen et ses variantes dialectales sont attestés :
- en francique rhénan, mosellan et palatin pour la Lorraine, le Luxembourg et le Palatinat[11] :
  - Wasen, Wàse, Wasem ;
  - Wues, Wuos, Wois.
- en alsacien et souabe[12] :
  - Wàse(n) ;
  - Waasem ;
  - Woose.
- en bavarois :
  - Wasen ;
  - Wosn.

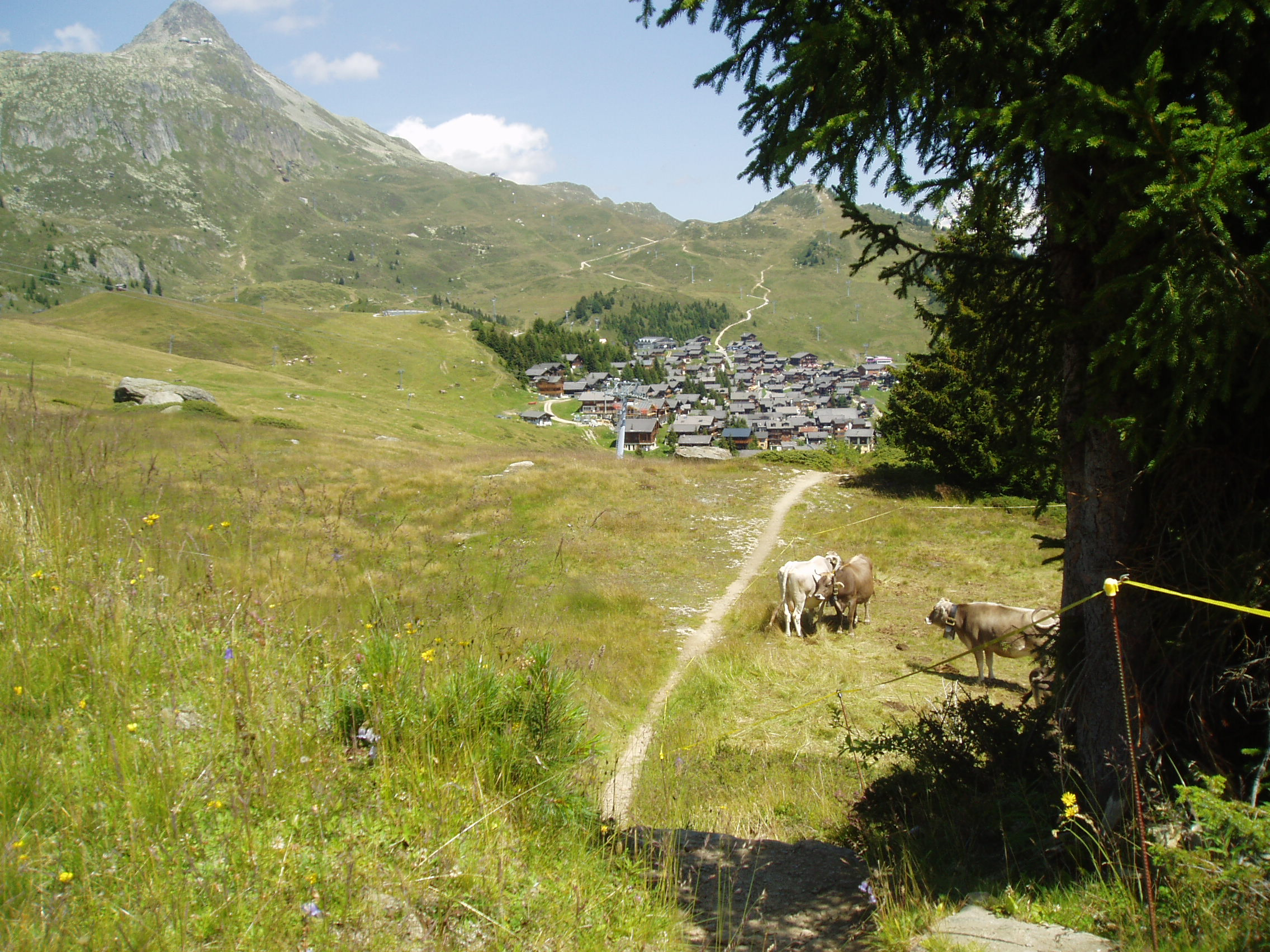
un Wasen: sentier reliant pâturage et étable, Bettmeralp, Suisse

Dans ces langues, « Wasen » a plusieurs  sens communs :
- pré, pelouse ;
- pacage, pâturage maigre, vaine pâture ;
- sentier plus terreux qu’empruntent les vaches ou les moutons pour rejoindre l’étable, la fontaine ou le lieu de traite depuis le pâturage.

En langue alémanique, « Wasen » connaît d’autre sens :
- propriété foncière, terrain que l’on possède ;
- grande quantité de quelque chose ;
- terrain qui n’est plus à construire, qu’on laisse se transformer en pré ou gazon ;
- fosse où l’on enterre les animaux morts.

On remarque sans grande difficulté que de nombreux sens conviennent au gazon vosgien, ce qui corrobore l'origine alsacienne du terme : le gazon est un lieu non bâti, destiné à la pâture d'estive, avec des vaches qui rejoignent le chalet par un sentier terreux, et il fut la propriété foncière d'abbayes puis de communautés villageoises amodiée aux pâtres alsaciens. De même, de nombreux toponymes des pays alpins germanophones s’intitulent Wasenegg, Wasenegge, Wasenecke, Weschnegg. Ils proviennent de l'allemand médiéval ecke, egge signifiant une crête ou une croupe de montagne  d'une part, du terme Wàse désignant un pré ou terrain couvert de pelouse. 
Donc le toponyme Wasenegg  correspond le mieux au gazon vosgien : une crête couverte de pelouse. 
Il est à noter que le terme Wasen des Vosges alsaciennes est très associé au mot « Ballon » ou Belchen, termes utilisés à ce jour pour désigner les sommets arrondis des Hautes Vosges. Le Petit Ballon  (Kleiner Belchen en allemand) était appelé autrefois Kahler Wasen (mot à mot « gazon chauve », c'est-à-dire « gazon dénudé », donc « sans forêt »).

## Descriptions des gazons auXIXesiècle

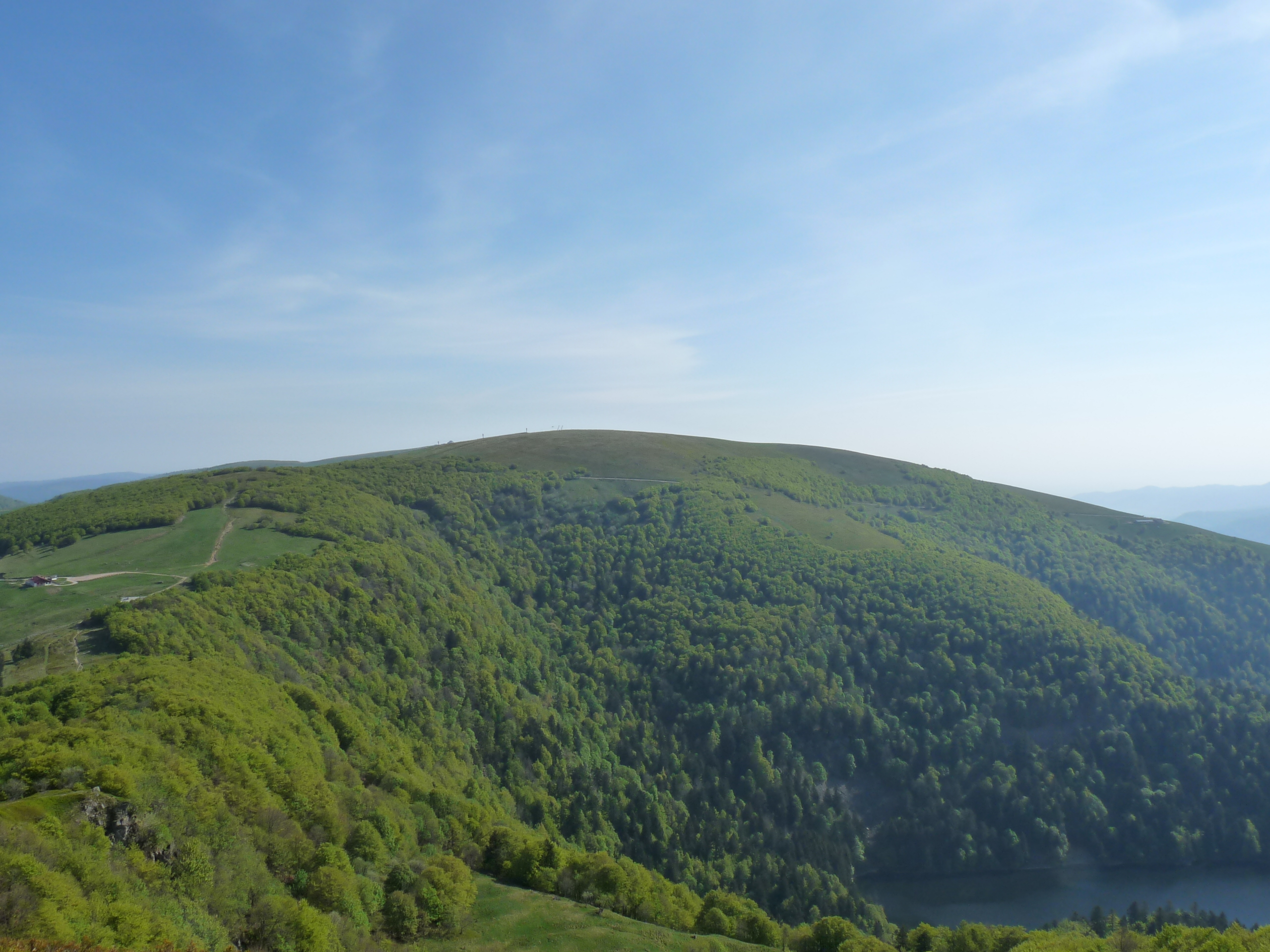
À droite, en contrebas du sommet du Kastelberg, le Kastelbergwasen, à gauche l'alpage de Ferschmuss

« On fabrique du vachelin et du munster avec ou plus de matières grasses. Ils sont réalisés exclusivement sur les gazons où paissent au moins cinquante vaches. Parmi les vachers, certains restent en permanence sur les hauteurs, et logent dans des laiteries ; d'autres redescendent dans la vallée en hiver. La nourriture du vacher  se compose de pommes de terre, de pain noir et de produits laitiers. Il s'accorde le dimanche un peu de viande, le plus souvent de la viande de porc salée. Les prairies sur les pentes des montagnes et dans la vallée sont soigneusement irriguées. »

— Jean-Frédéric Aufschlager

« Les pâturages ou alpages en altitude se nomment dans les Vosges (sous-entendu alsaciennes) « Firsten ». Il est intéressant de constater que de nombreux noms propres pour désigner ces sommets sont très souvent associés au terme Wasen, gazon, comme Langewasen, Kahler Wasen'' »

— Julius Max Schottky
.
En roman, pour le terme First, dans le texte, on dirait « Ballon »,. Le même mot a donné le terme français déjà employé en ancien français : faîte. Donc par analogie, la partie la plus haute et horizontale d'un toit rappelle aussi la partie des crêtes des sommets vosgiens. Les descriptions des observateurs concordent avec les origines et connotations étymologiques. Un gazon ou Wasen est invariablement associé à l’altitude, le pâturage, la forme des crêtes et la vie agro-sylvo-pastorale.
L’extrait suivant montre bien que l’observateur ne se limite pas aux domaines sur les crêtes, mais il décrit aussi les exploitations en contrebas du côté vosgien entre 700 m et 1 000 m. Au XIXe siècle, le nombre des fermes isolées vivant quasiment en autarcie était élevé. Ce sont les exploitants dont l’auteur dit qu’ils restent en permanence dans leur domaine par opposition aux vachers alsaciens qui ne peuvent pas rester sur les crêtes à cause des conditions climatiques extrêmes. À la fin de l’estive, les Alsaciens redescendent dans les vallées.

« Le domaine forme un tout. Il est constitué d'un gazon généralement situé en dessous de la fruitière ou grange vacheresse des Suisses et Savoyards, buron des Massifs central et du haut pâturage à proprement parler, le Feil. Le gazon est la meilleure partie du pâturage car il reçoit presque exclusivement le fumier ou purin  de l'étable. Le procédé pour amener fumier ou purin dans le gazon est simple : il est traversé et irrigué par des sillons »

— Carl Weck.

## Flore des gazons vosgiens
Un gazon est constitué de plusieurs parties ayant chacune une flore spécifique. 

### Partie tourbeuse du gazon
Dans la partie tourbeuse, on trouve entre autres mais essentiellement  la flore suivante, y compris dans les tourbières de moyenne altitude plus bas que les gazons sommitaux :

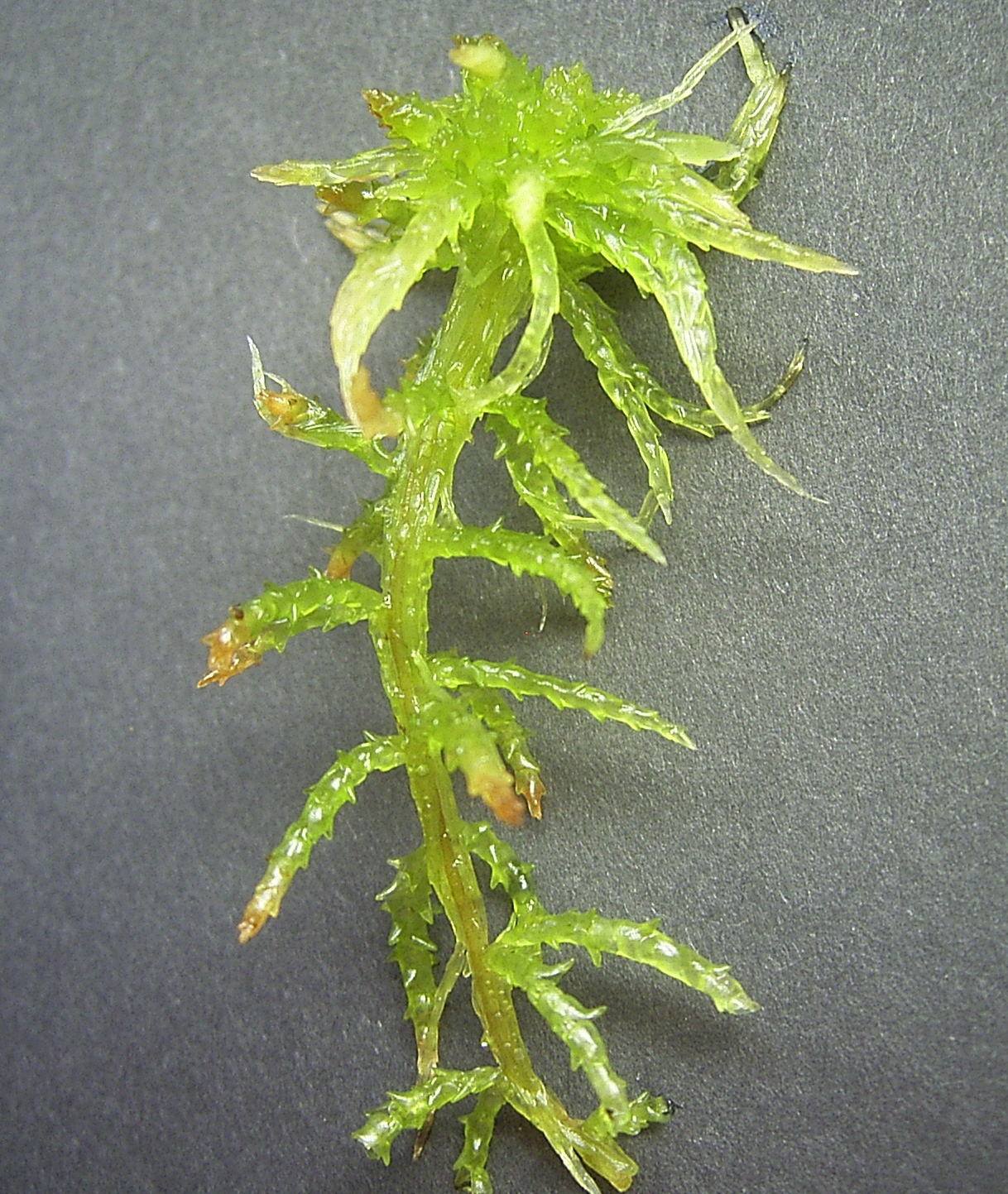
Sphaigne
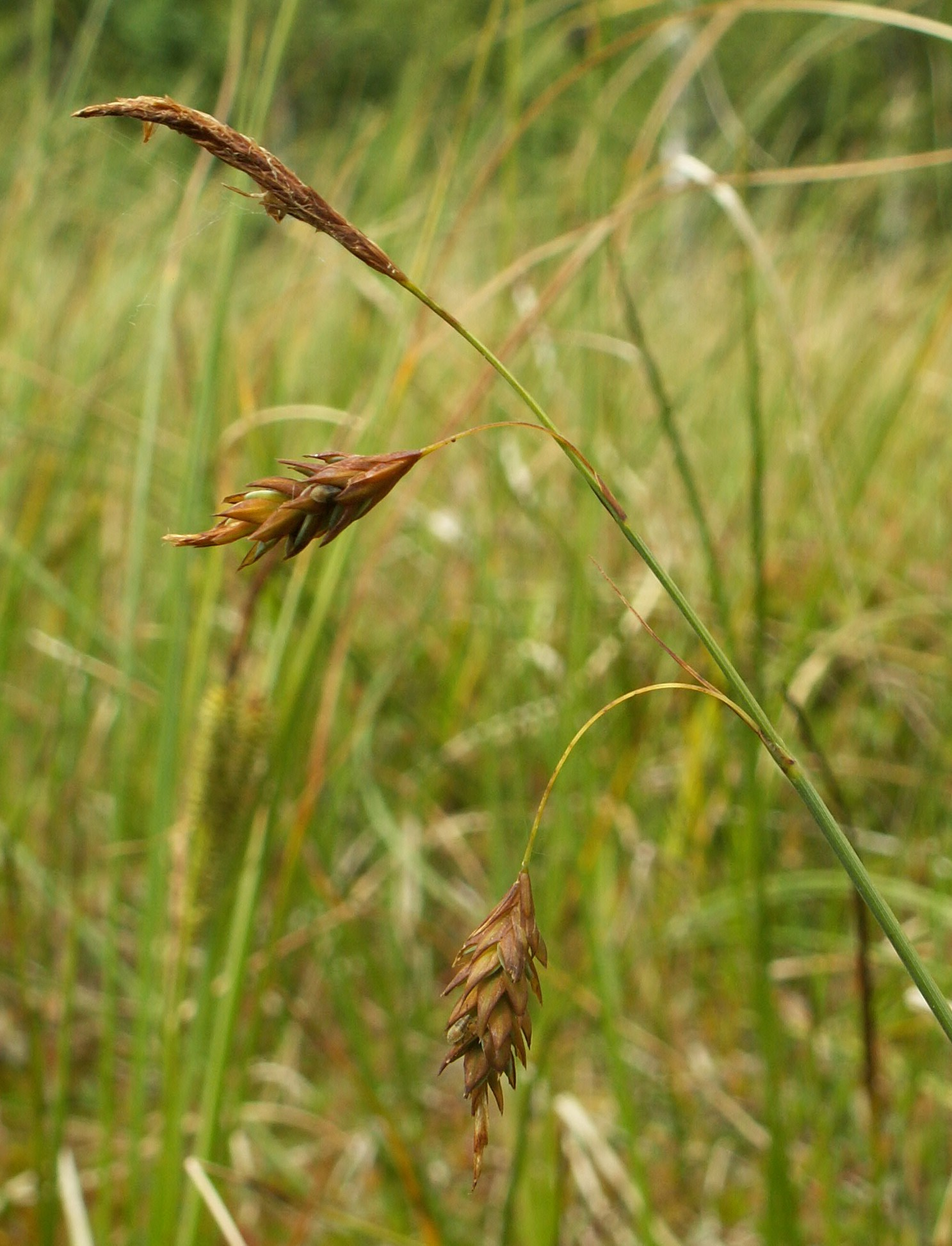
Laîche des bourbiers
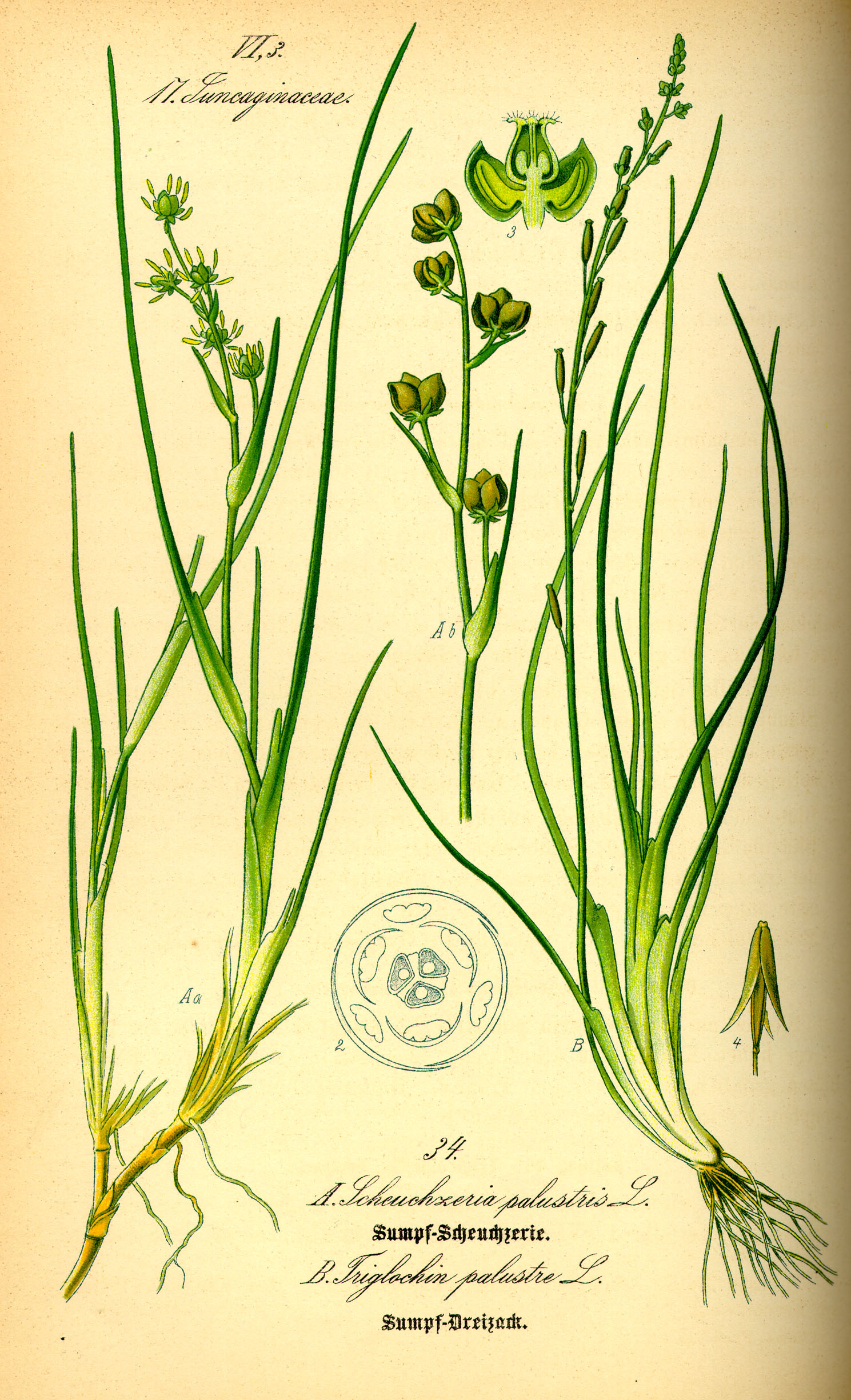
Scheuchzeria palustris
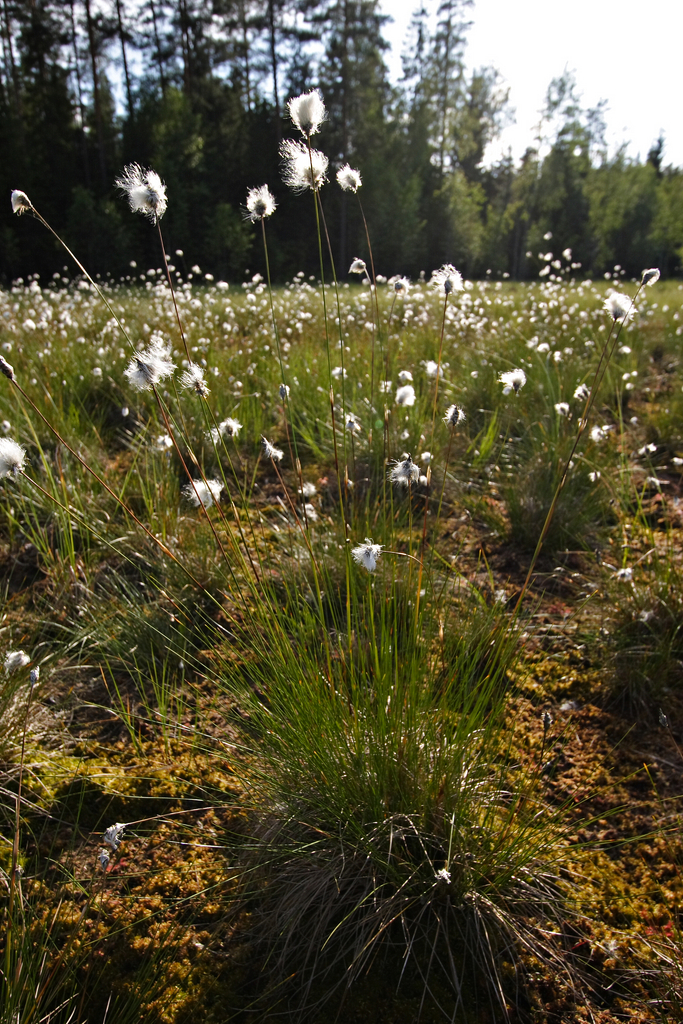
Linaigrette vaginée

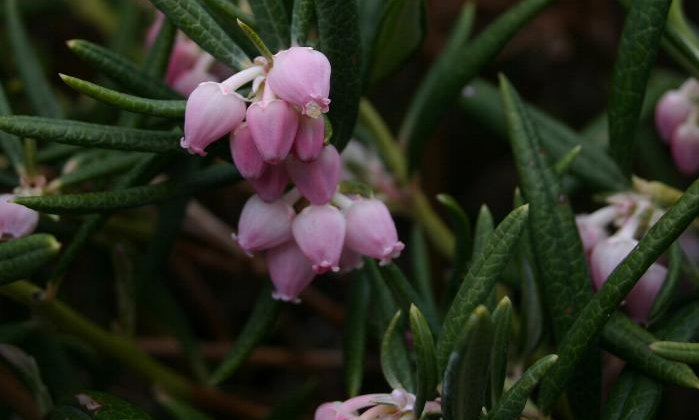
Andromeda polifolia
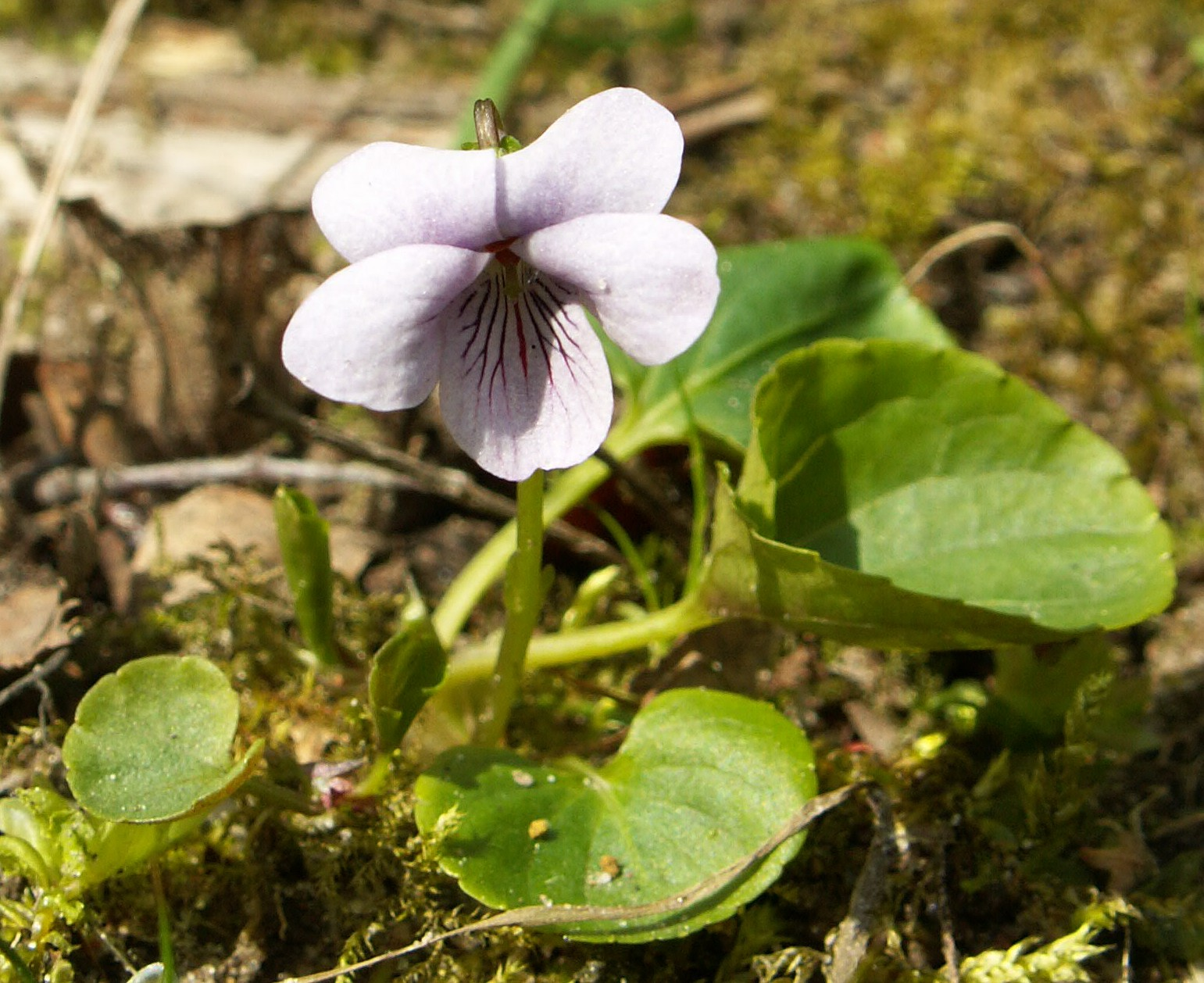
Violette des marais
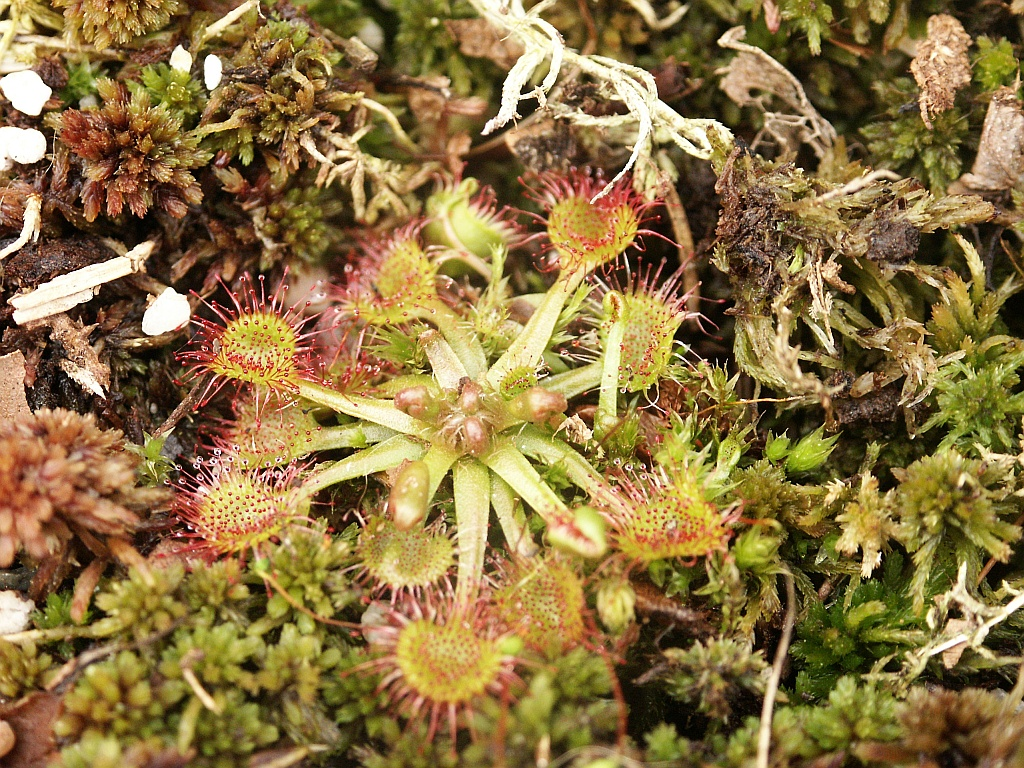
Drosera à feuilles rondes

Cette configuration de la tourbière sommitale en milieu semi-continental avec la flore ci-dessus a une parenté  avec les tourbières de l'Arc atlantique où le profil floristique original fait apparaître les mêmes espèces que celles énumérées ici pour le gazon vosgien.
C'est en outre la linaigrette qui est à l'origine du nom allemand initial  de La Bresse
, Wolle. La linaigrette abondante des terrains tourbeux se caractérise par ses touffes blanches duveteuses ou laineuses comme l'indique le terme Wolle.

### En bordure du gazon

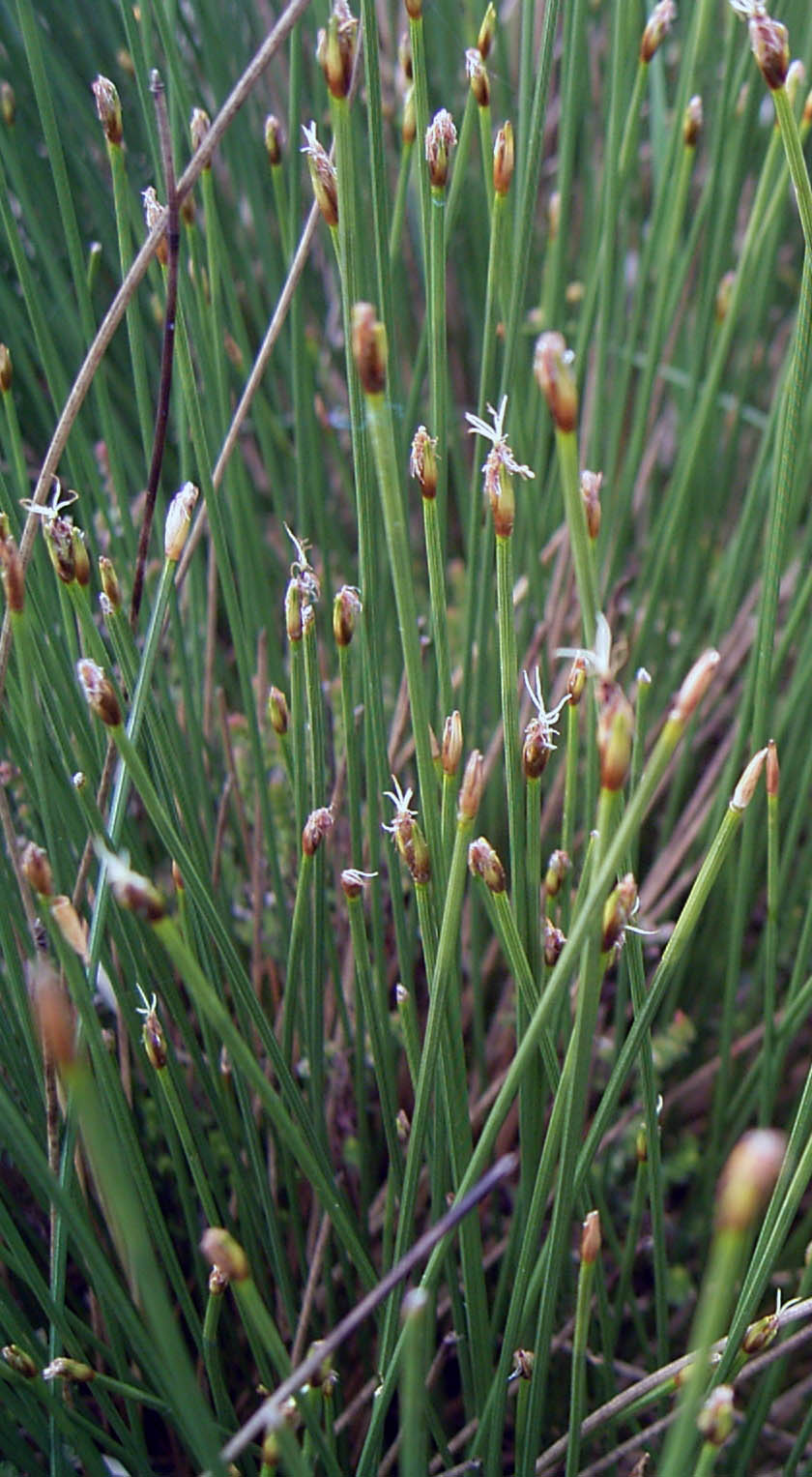
scirpe cespiteux

Sur les bords de la tourbière, le gazon est constitué presque exclusivement par le scirpe cespiteux :

### Sur toute la surface du gazon
« [Le gazon] est une sorte de pelouse subalpine à pulsatille les Alpes, callune, baudremoine, grande pensée jaune d'un violet intense ou bleutée, pied de chat, léontodon helvétique à fleur de pissenlit d'un jaune plus orangé, myrtille, l'airelle.  L'arnica des montagnes aux vertus médicinales et la gentiane jaune apéritive  sont plus menacées par les cueilleurs
 »
Sur l’ensemble du gazon, on peut observer pour l'essentiel : 

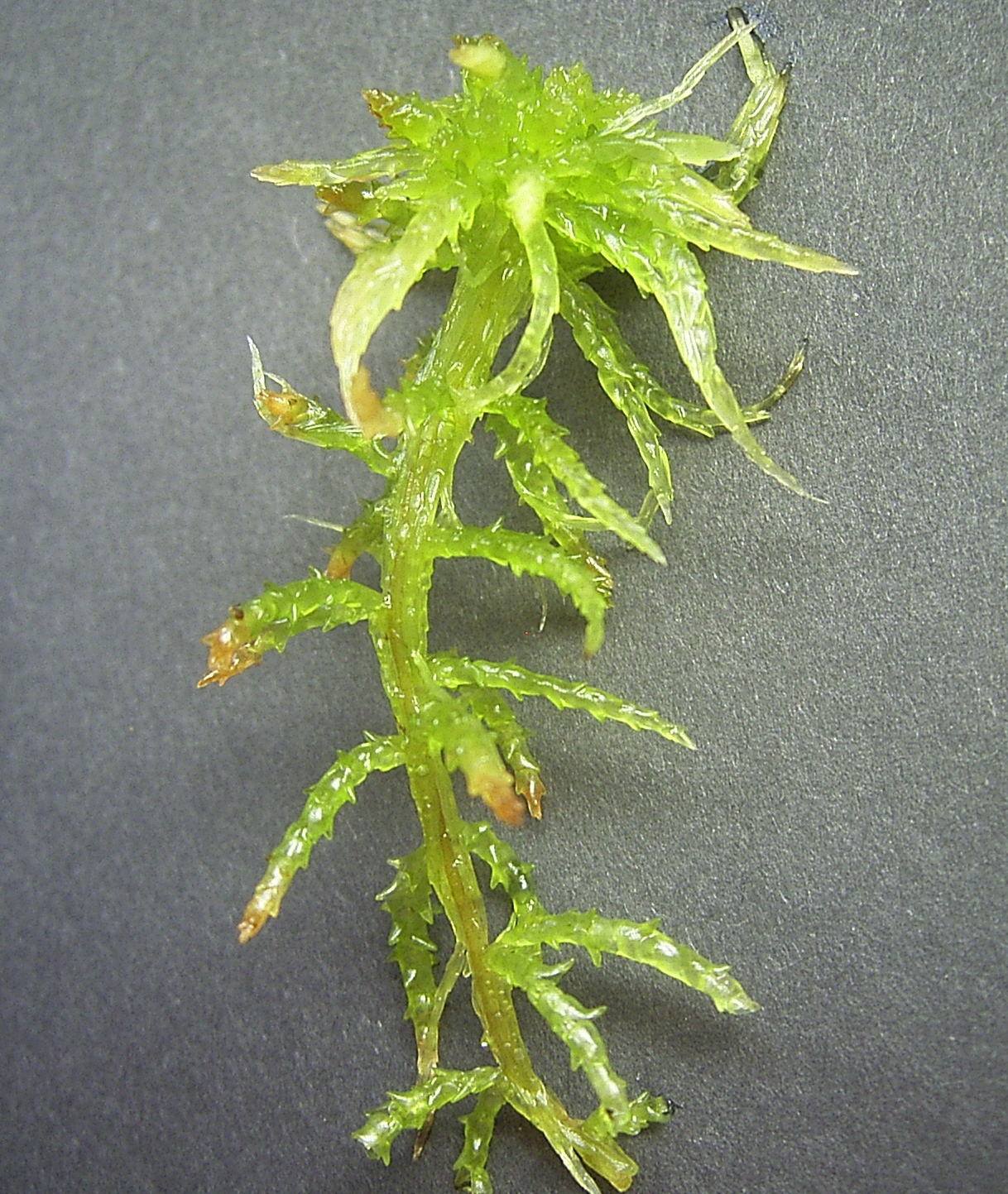
Petits coussins de sphaigne
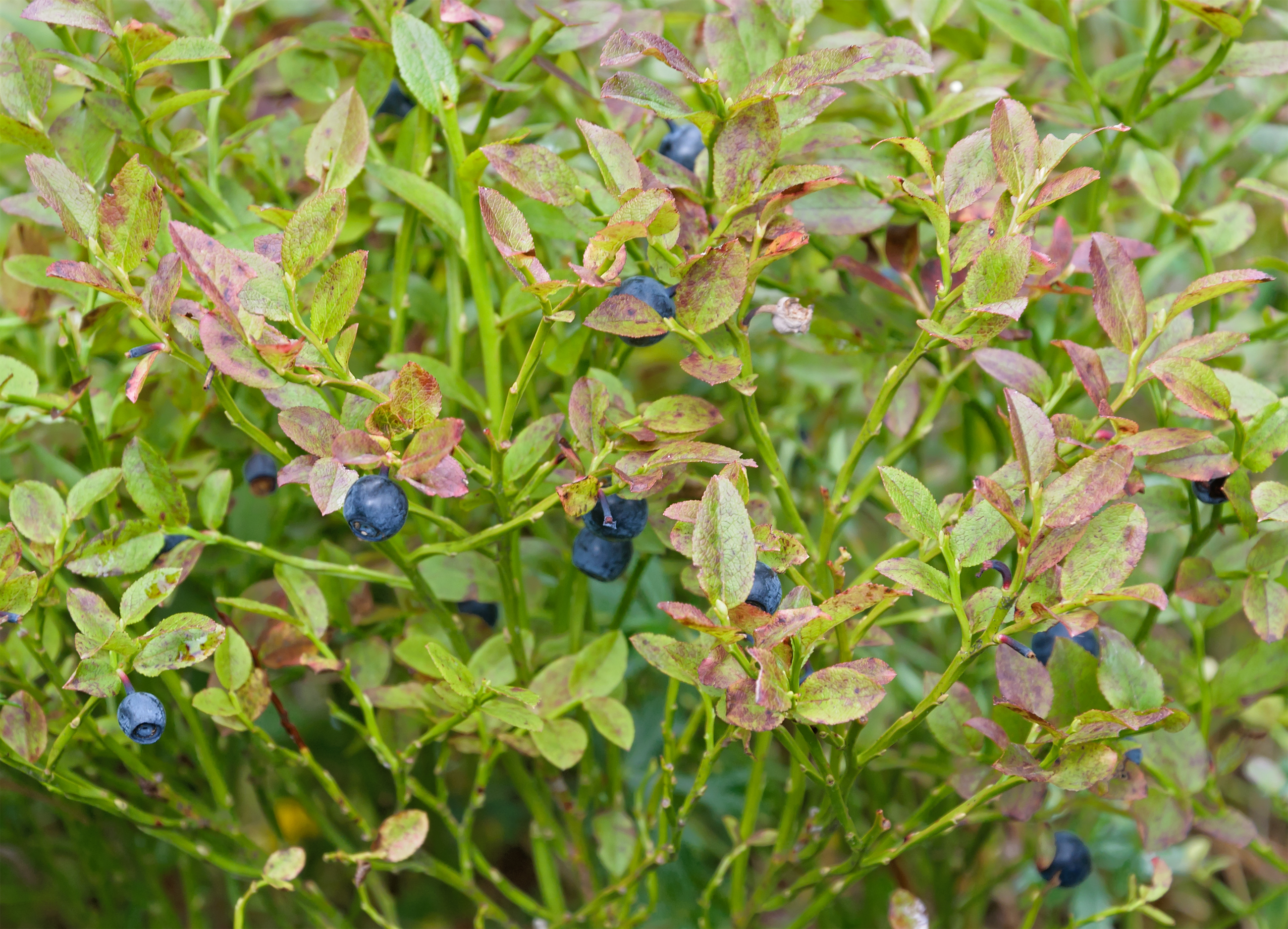
Myrtille
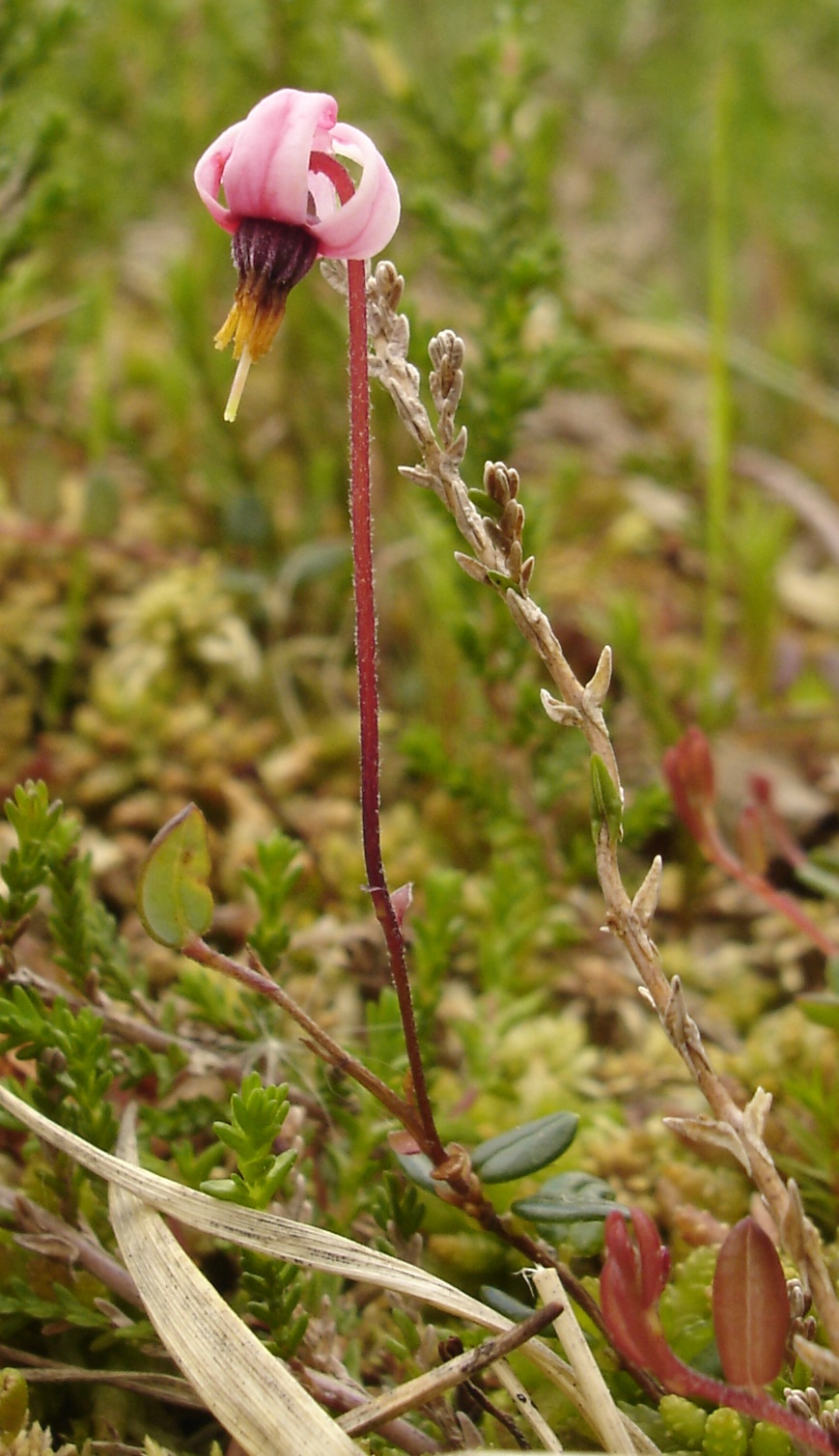
Canneberge
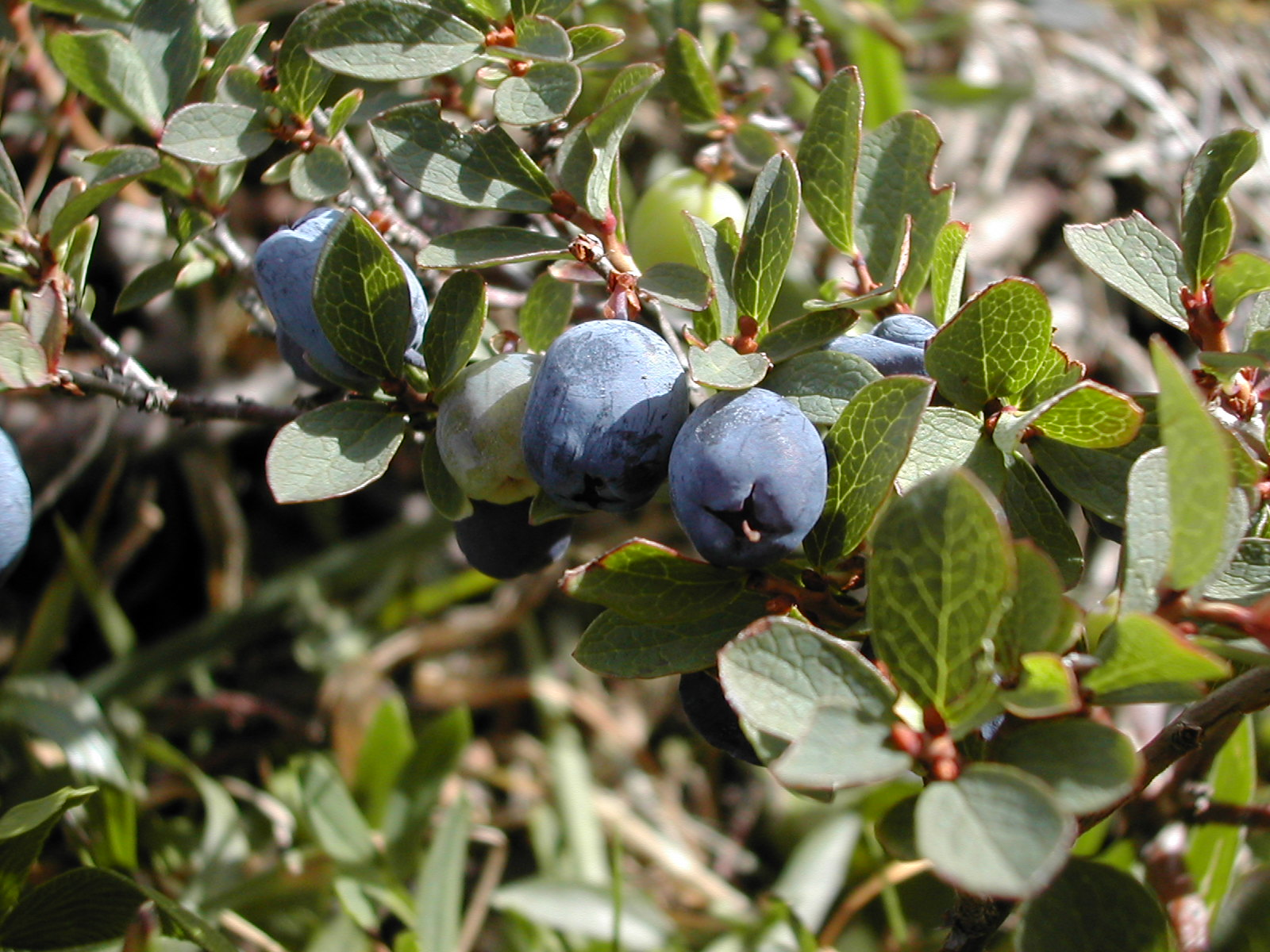
Myrtille des marais
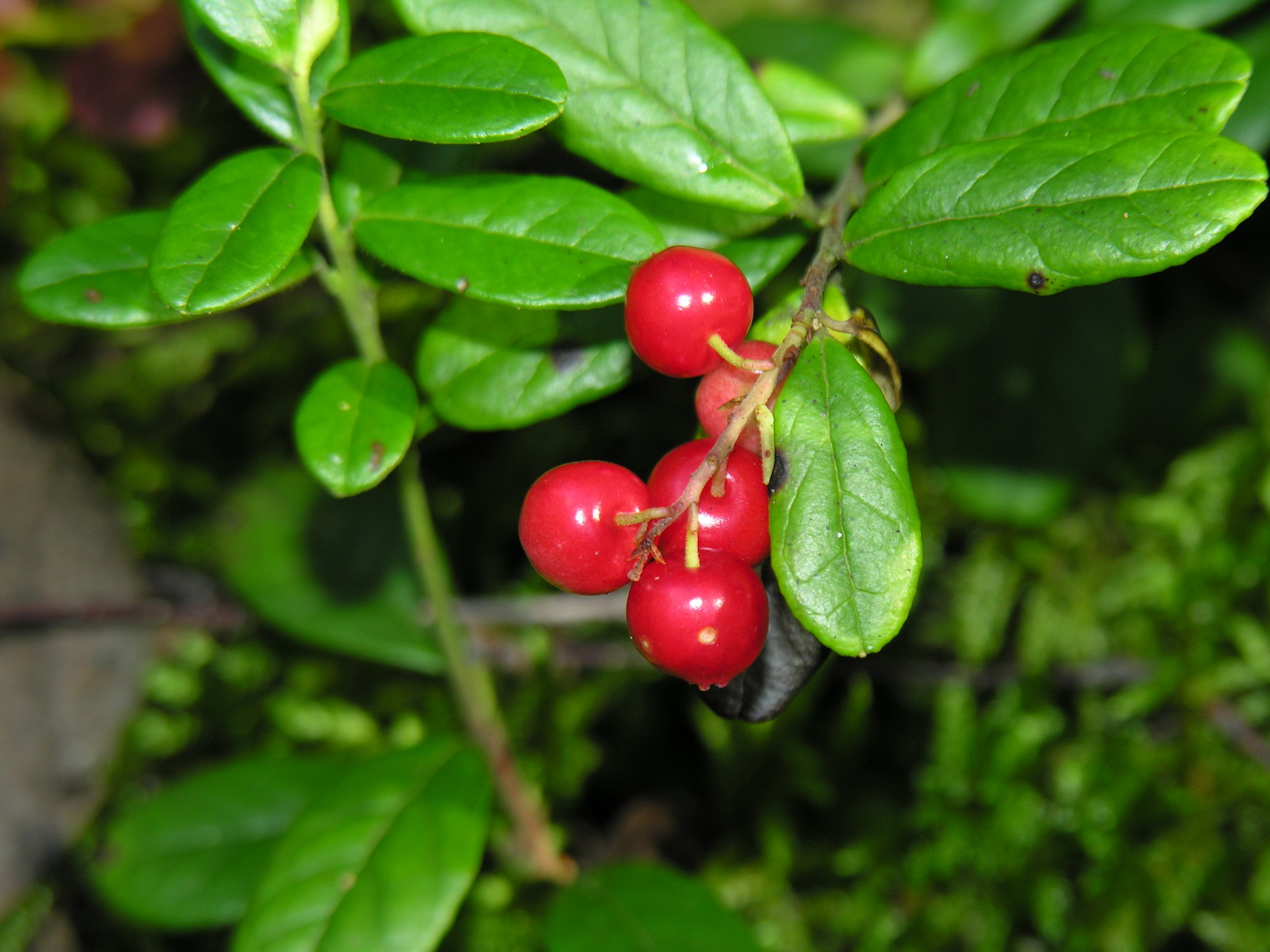
Airelle rouge
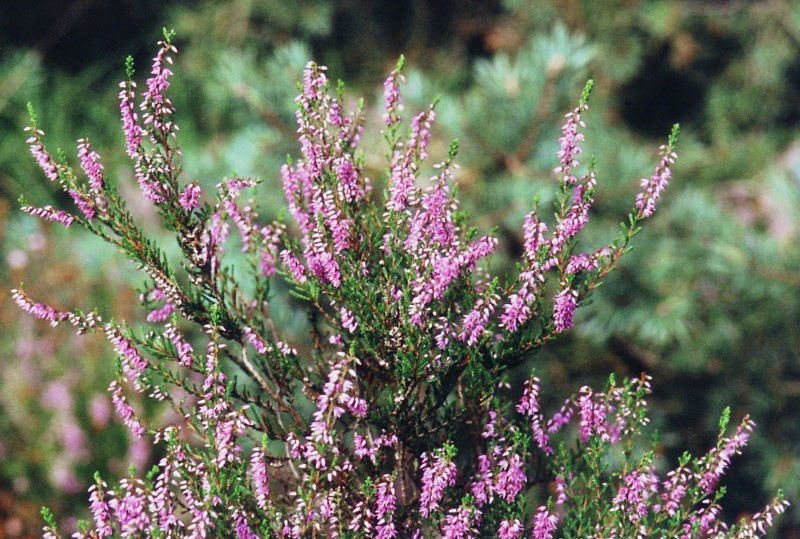
Callune, bruyère
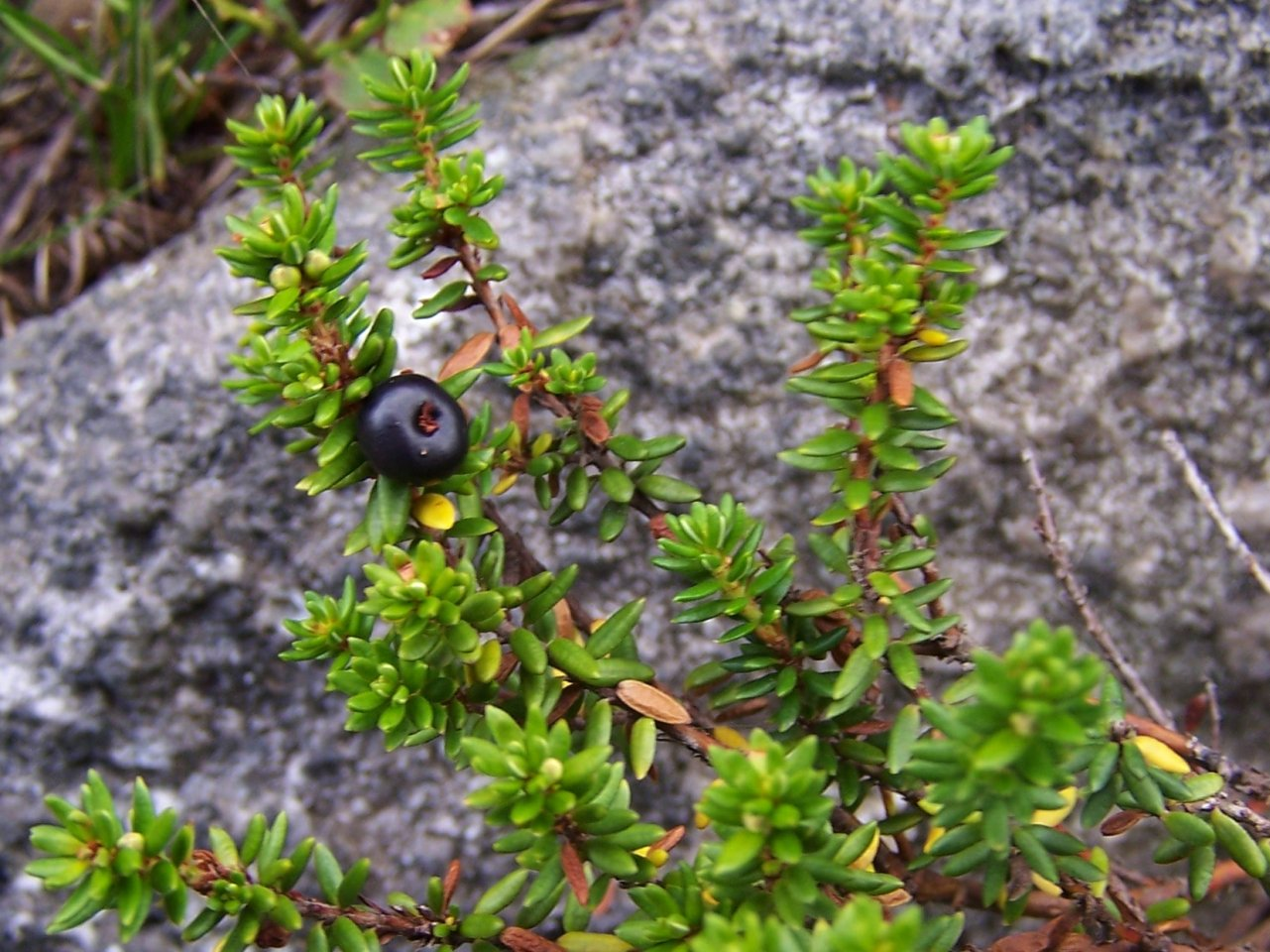
Camarine noire
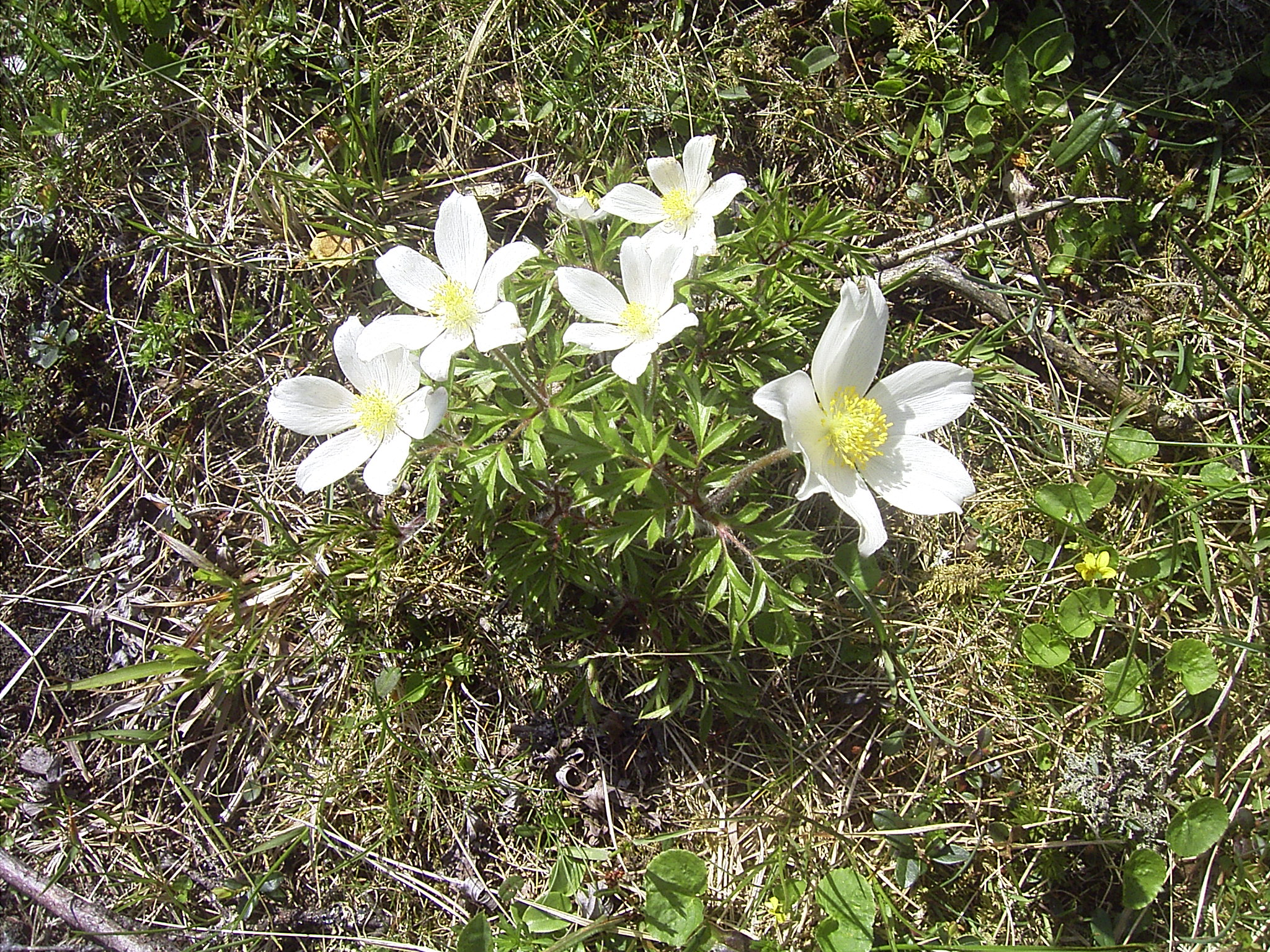
Pulsatille des Alpes
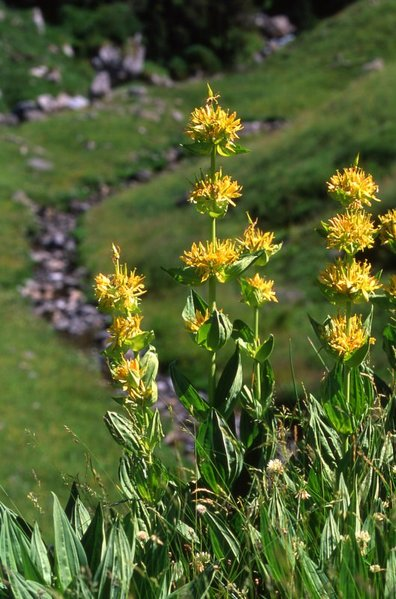
Gentiane jaune
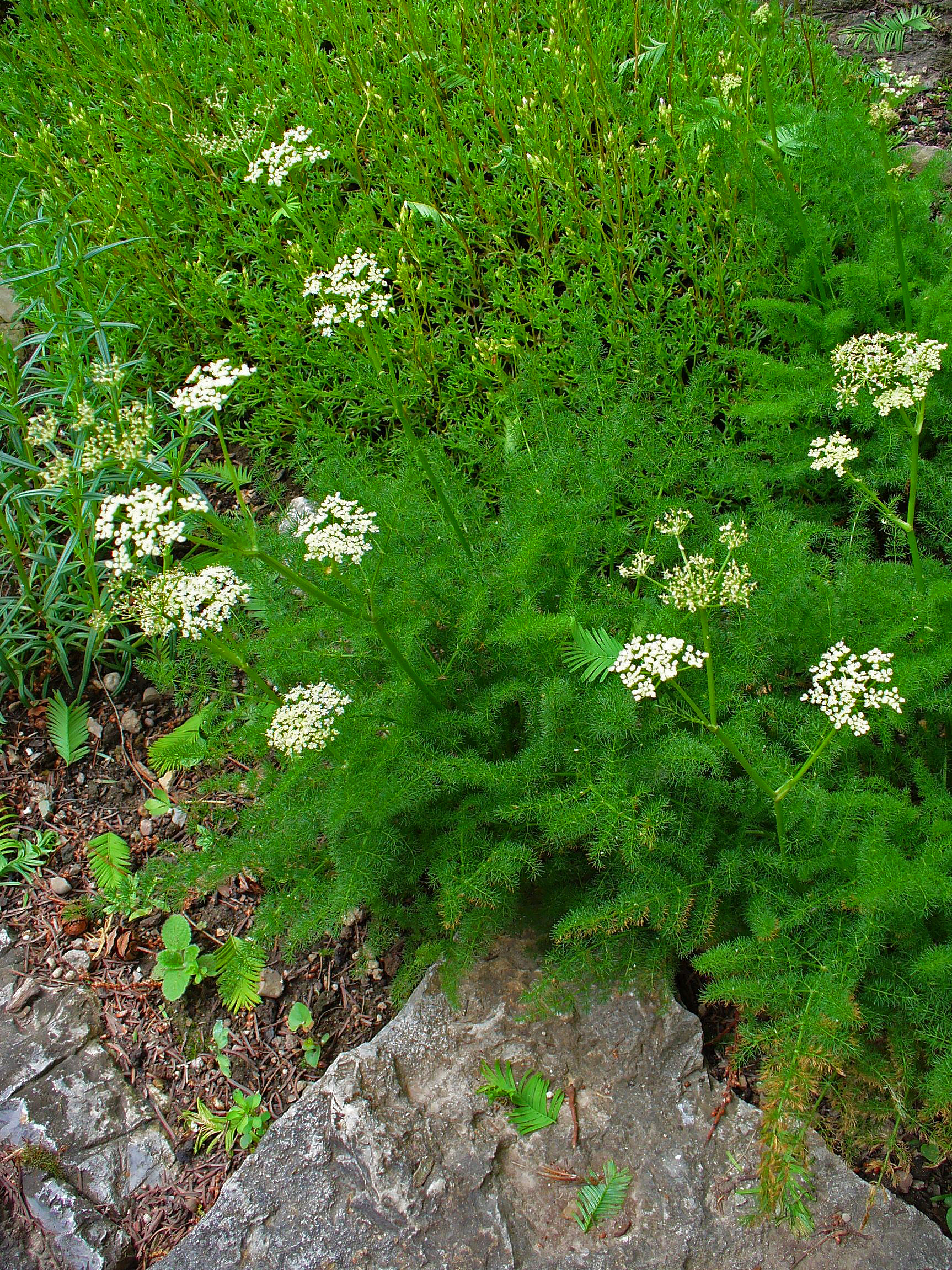
Fenouil des Alpes

### Partie déclive du gazon
Dans la partie déclive des tourbières et gazons où les cours d’eau sont plus ou moins vifs, on observe la flore rivulaire typique des Vosges avec : 

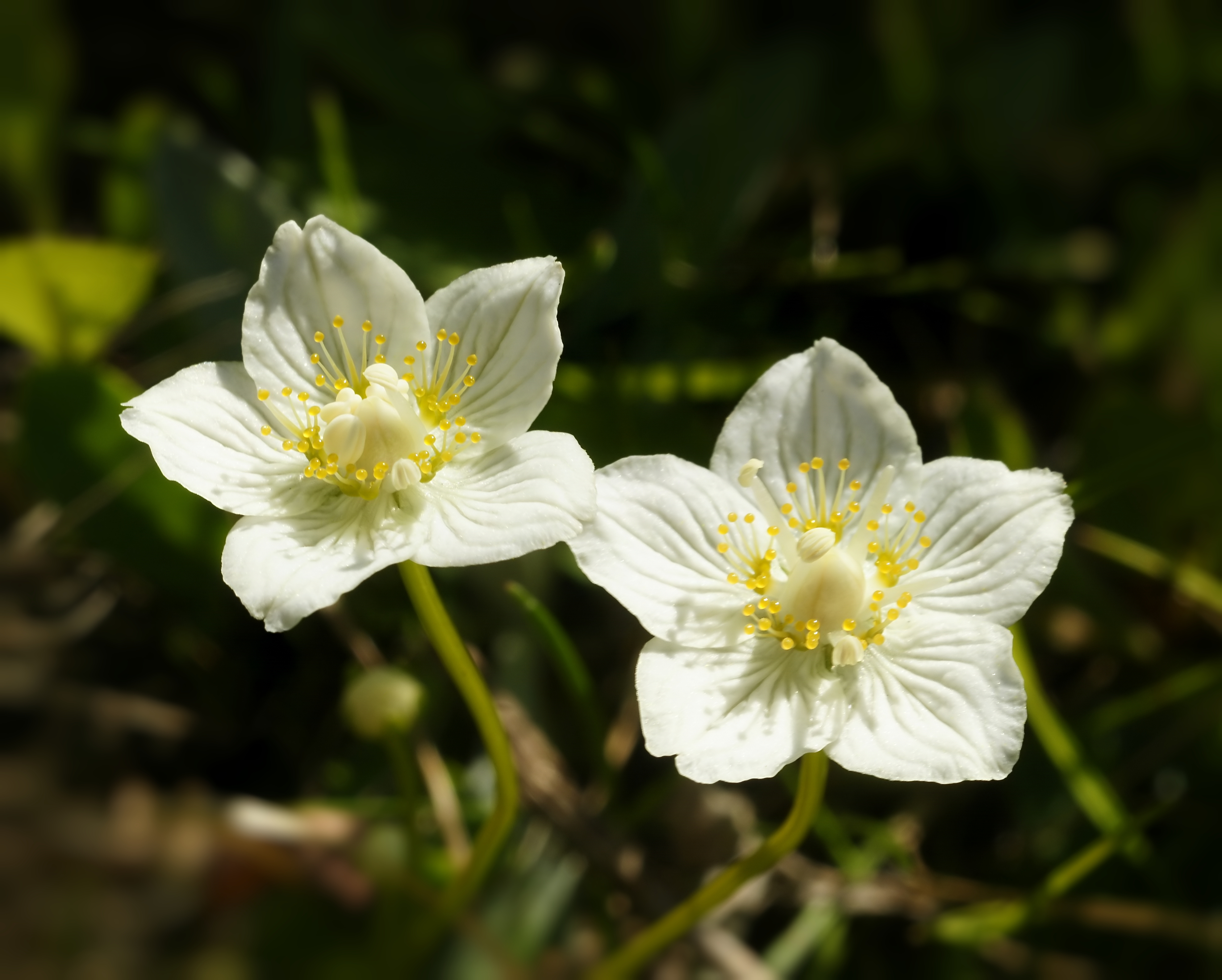
Parnassie des marais
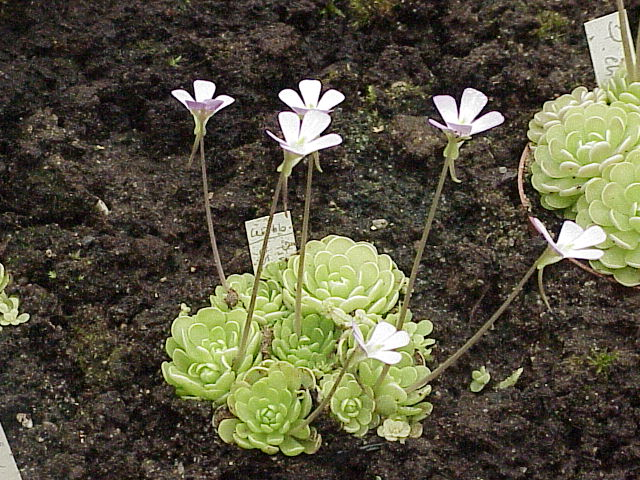
Grassette
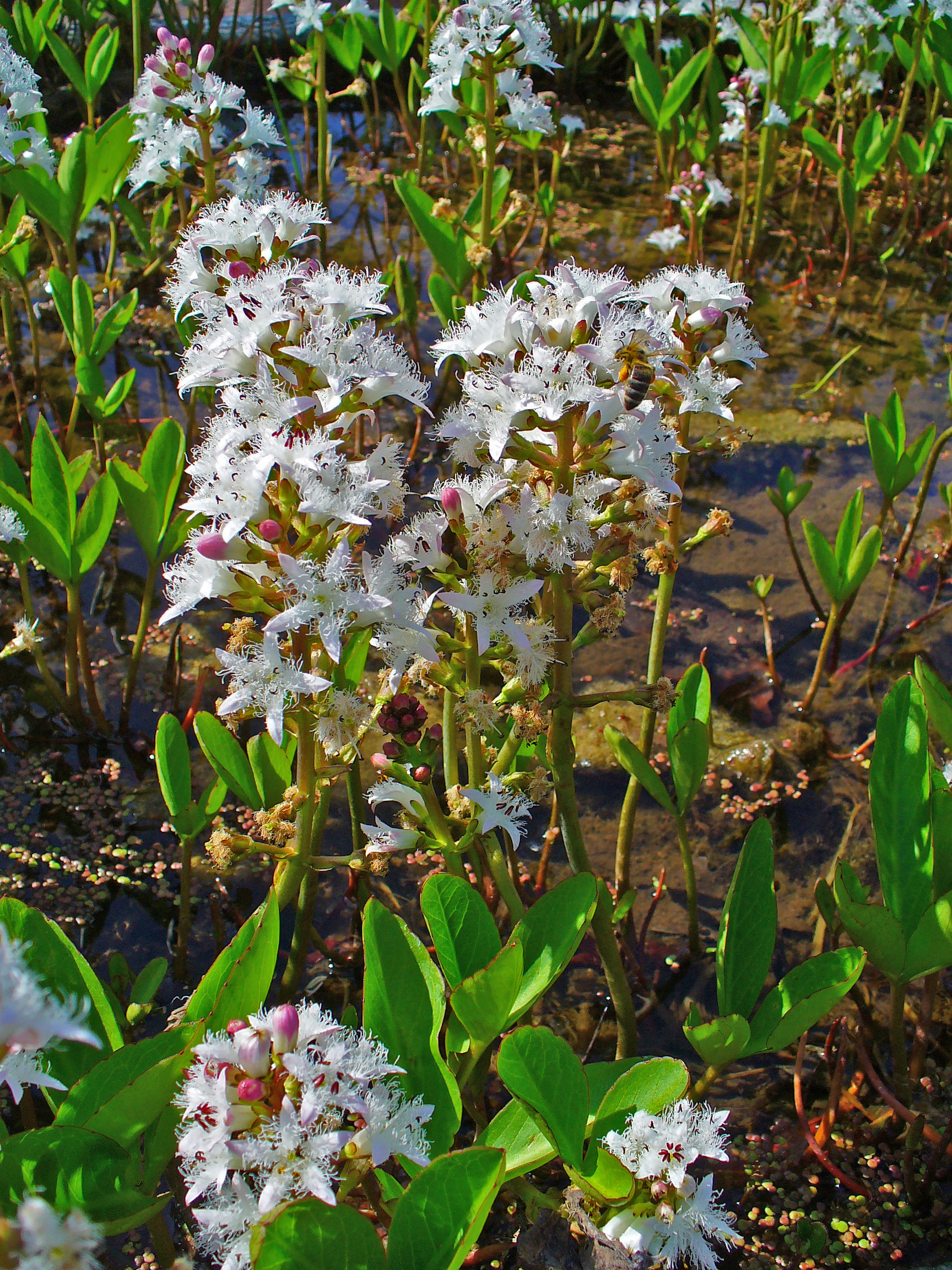
Trèfle d’eau
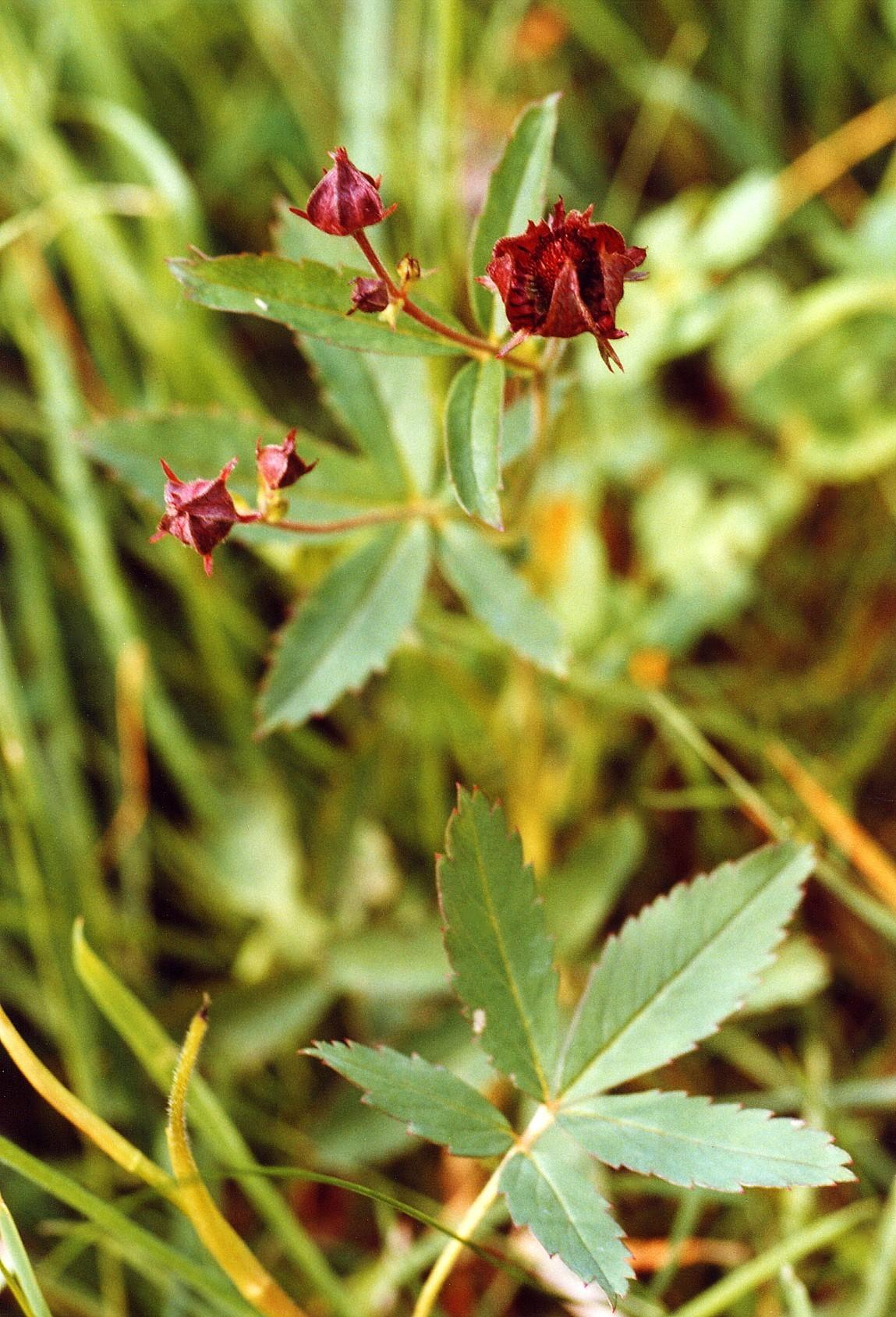
Potentille des marais
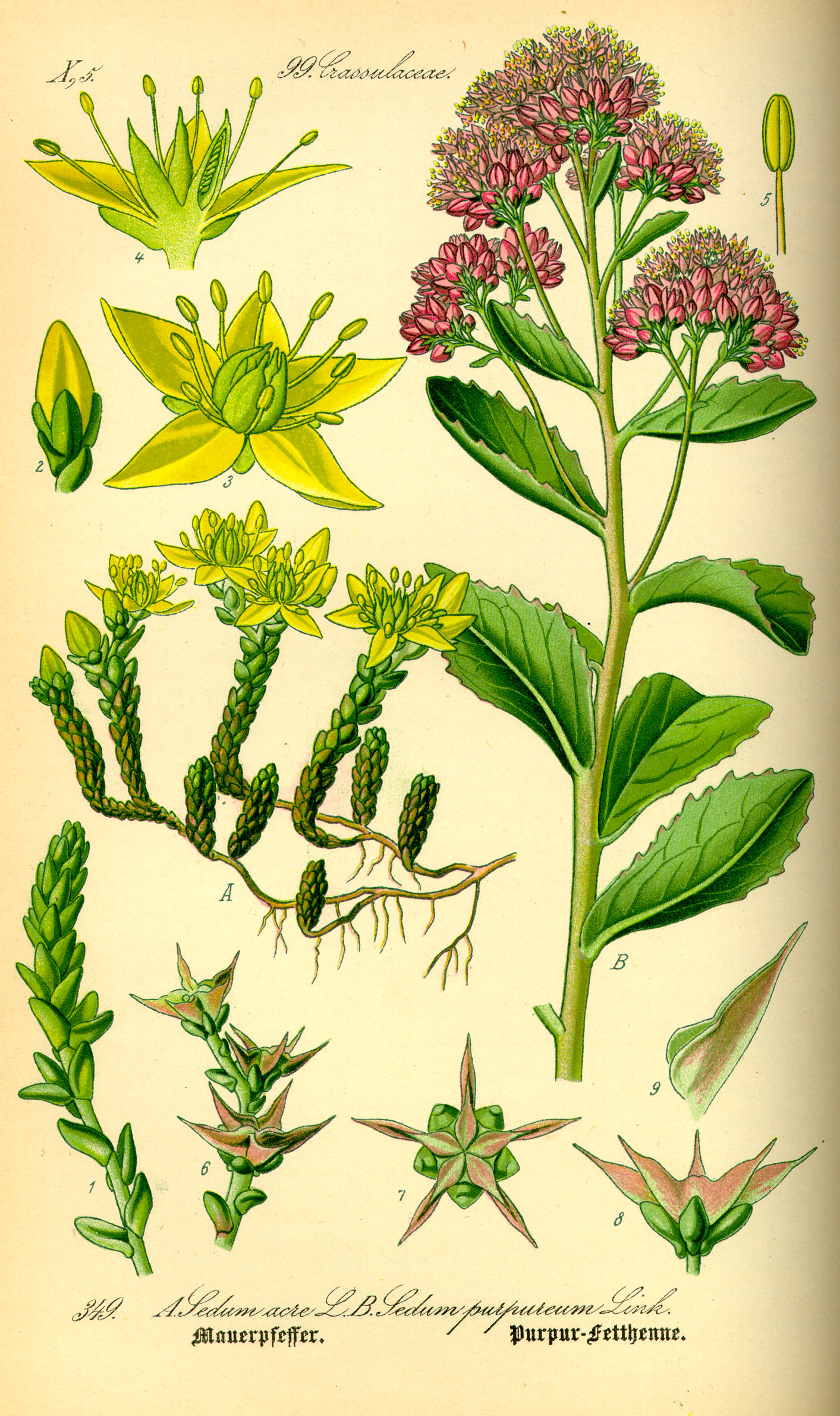
Sedum
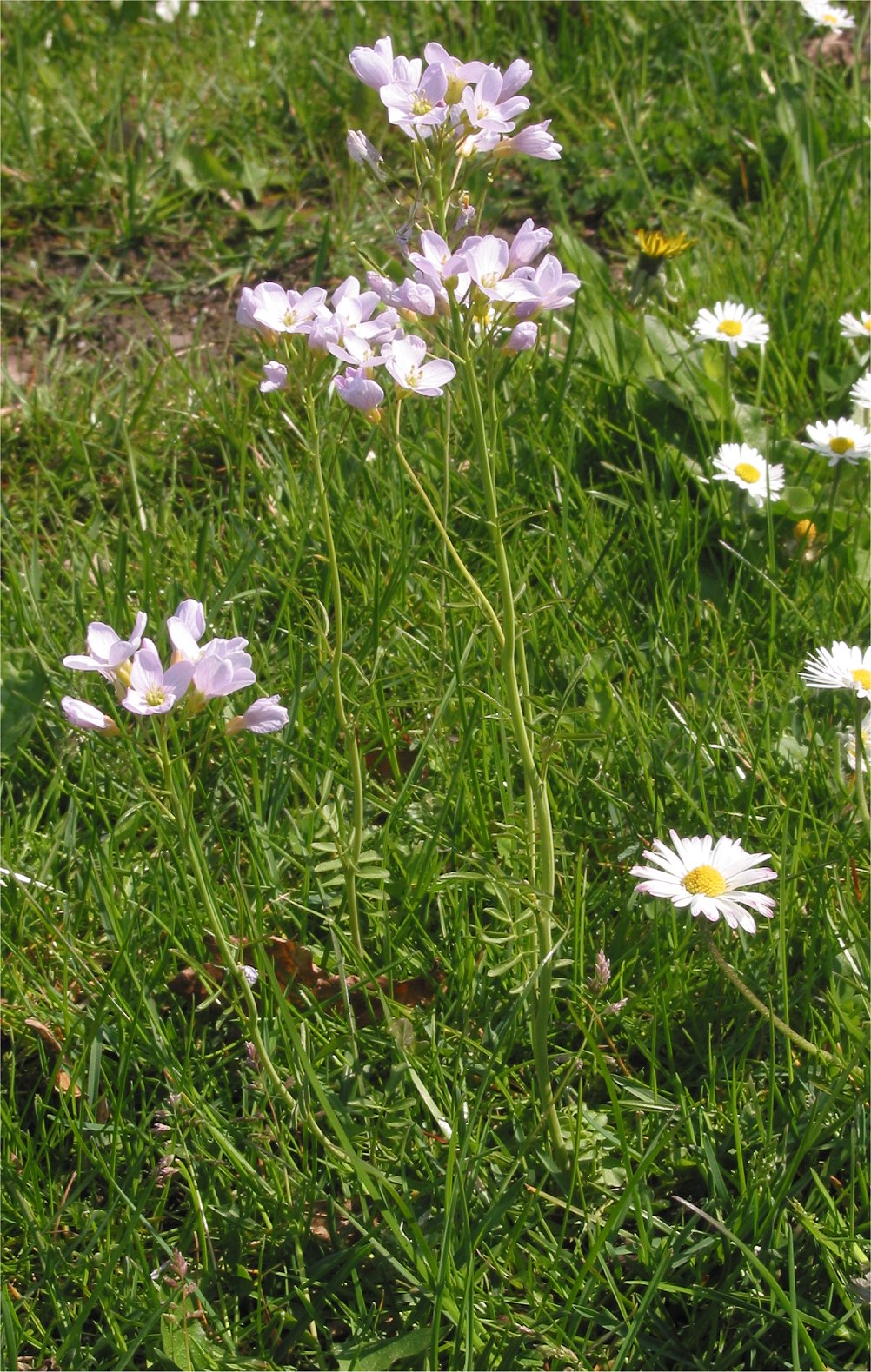
Cardamine des prés
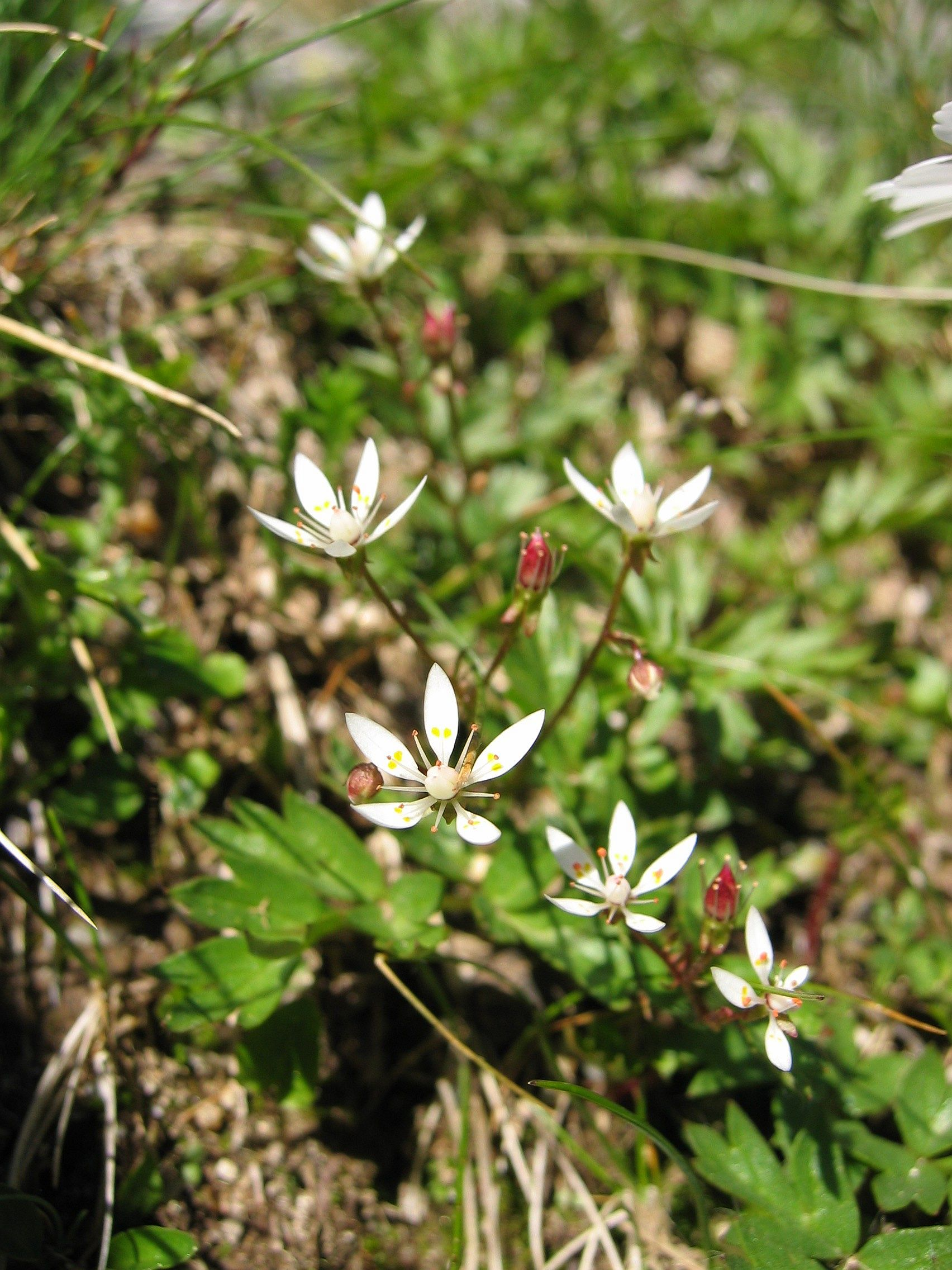
Saxifrage étoilée
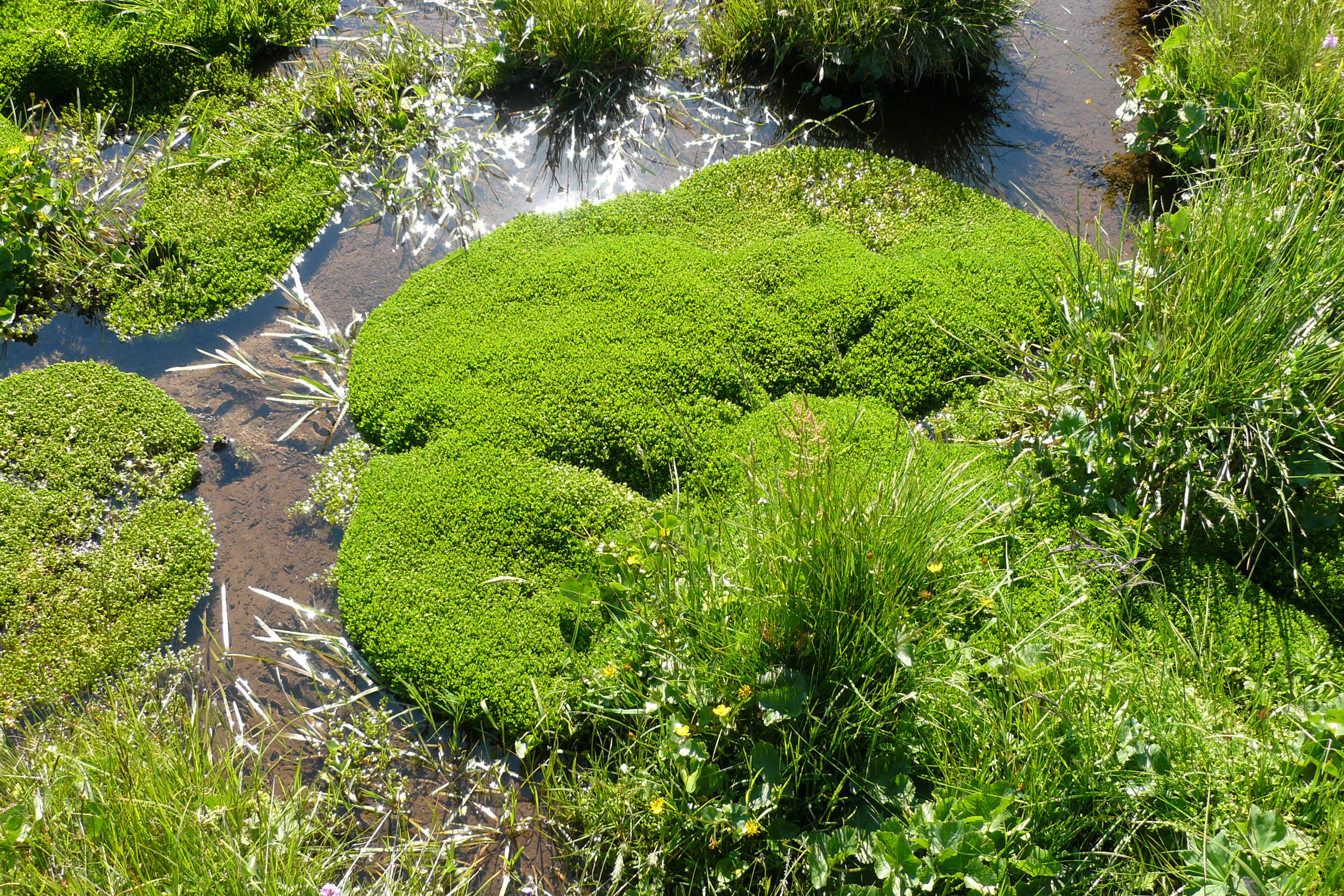
Montie des fontaines
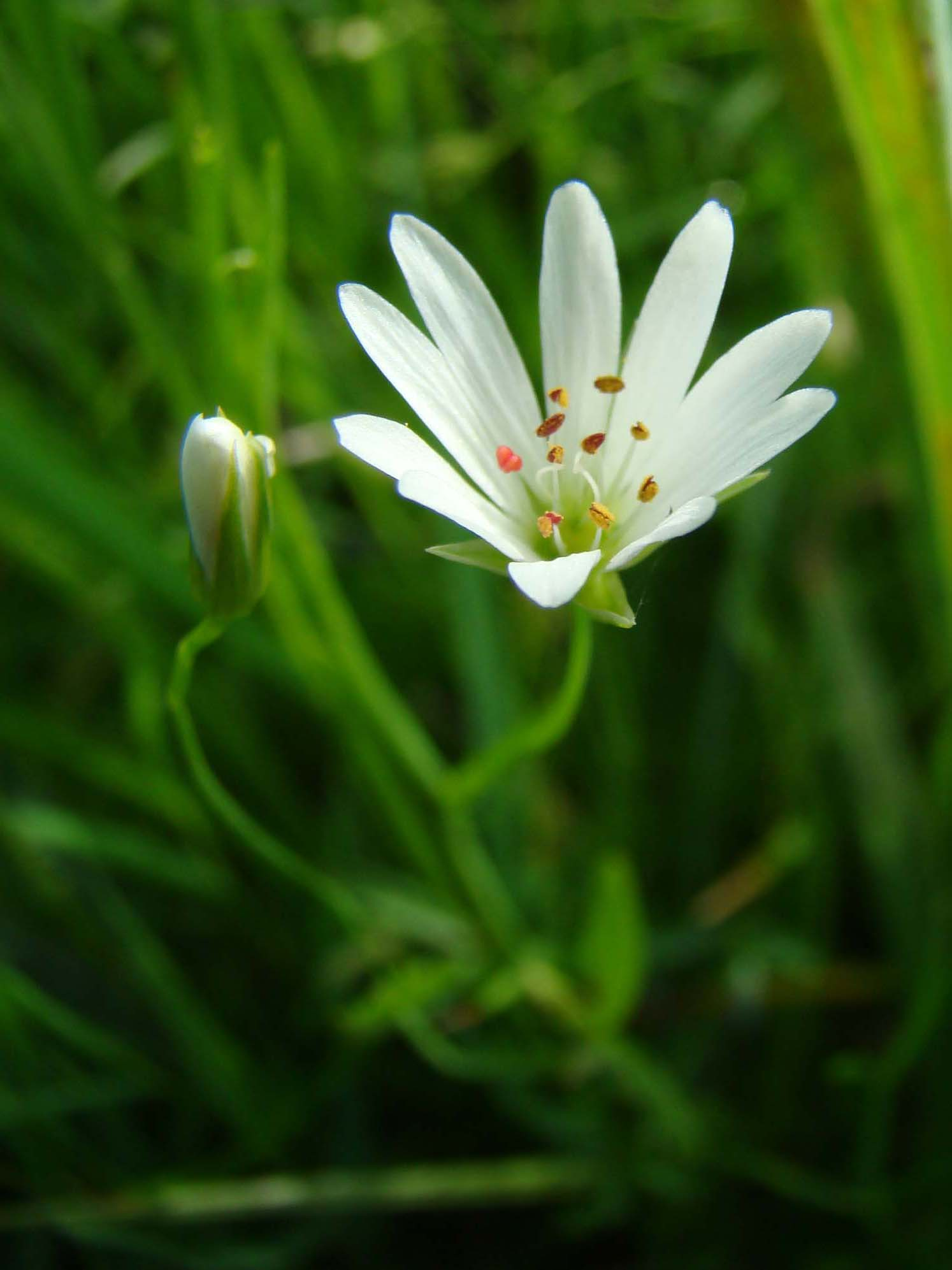
Stellaire des marais
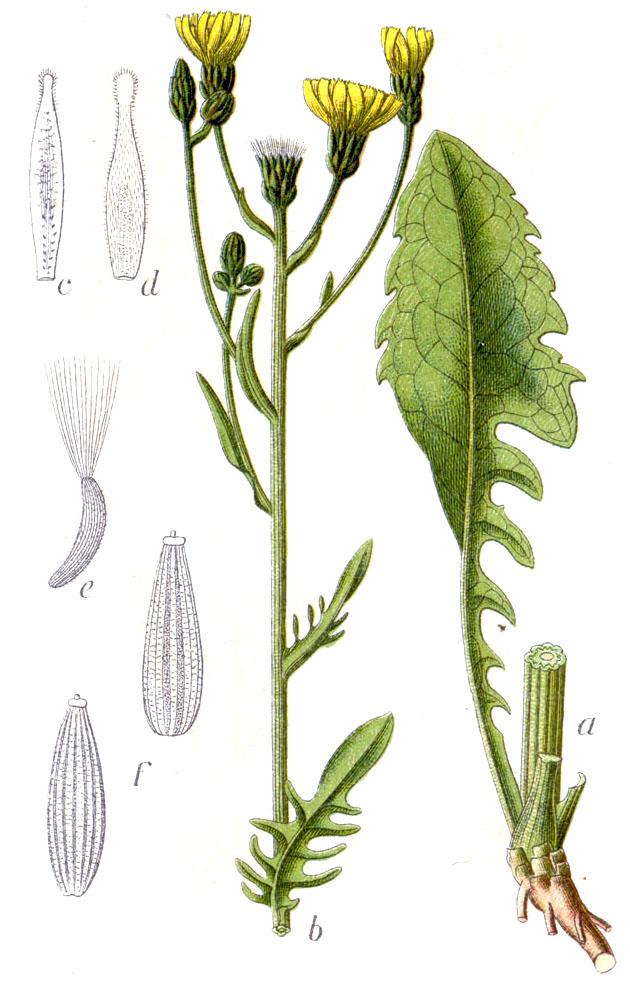
Crépide
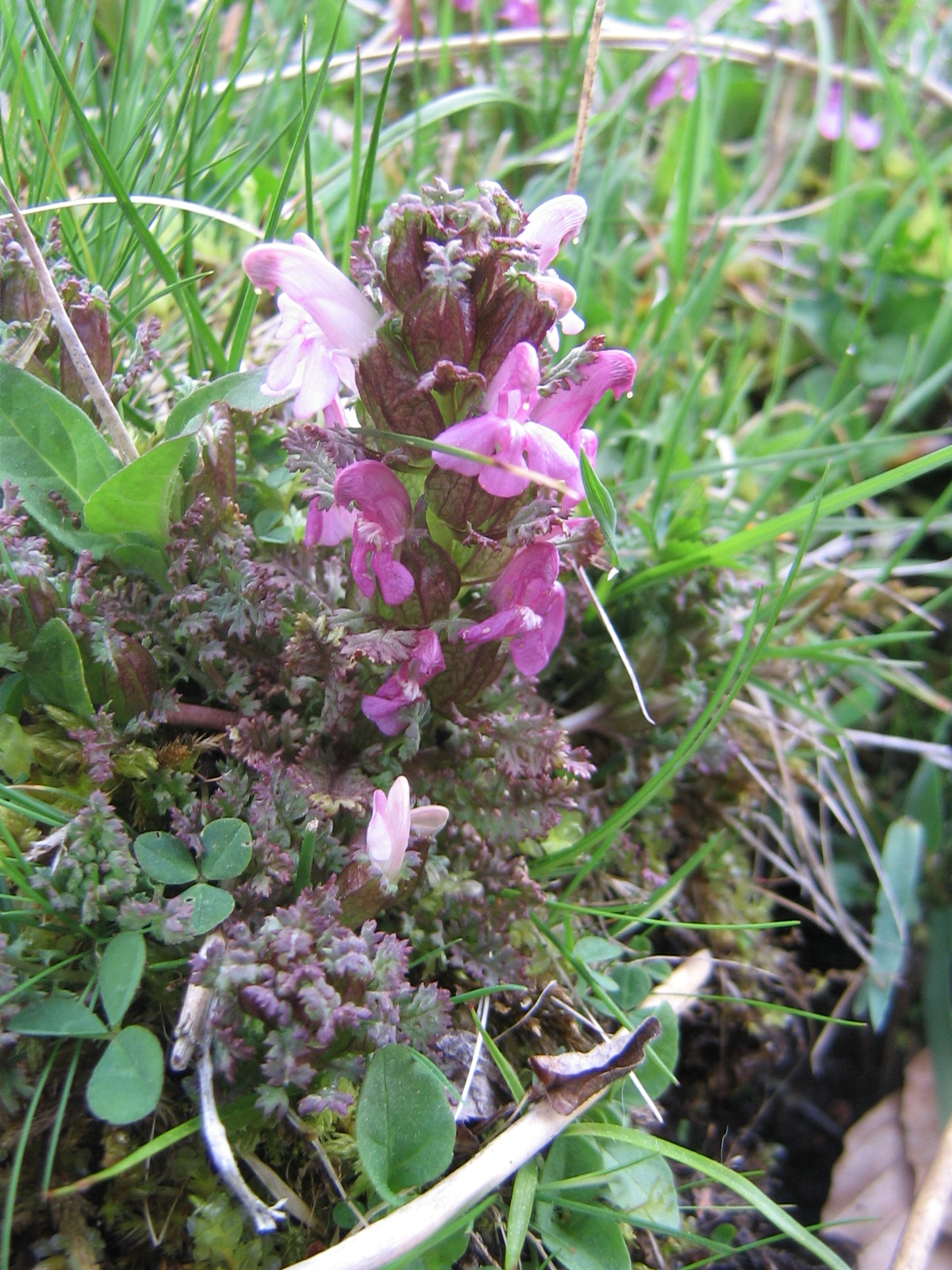
Pédiculaire des bois